# Estadio Alberto J. Armando
El Estadio Alberto J. Armando, conocido popularmente como La Bombonera, es un recinto deportivo propiedad del Club Atlético Boca Juniors, ubicado en la ciudad de Buenos Aires, Argentina. Localizado en la calle Brandsen 805, en el barrio de La Boca, fue inaugurado el 25 de mayo de 1940 con un partido amistoso entre Boca Juniors y San Lorenzo, que finalizó 2–0 a favor del equipo local.
Su construcción fue impulsada por Camilo Cichero, presidente del club, quien en 1938 comenzó a planificar el proyecto sobre los terrenos de la antiguo estadio de madera. El 26 de abril de 1986, en homenaje a su impulsor, el estadio fue nombrado como «Doctor Camilo Cichero». Posteriormente, el 27 de diciembre de 2000, adoptó su denominación actual como homenaje a Alberto José Armando, quien fue presidente del club en dos períodos. Sin embargo, popular e históricamente es conocido como «La Bombonera» por una anécdota personal de su arquitecto, Viktor Sulčič, que relaciona a la estructura del estadio con una caja de bombones.
Es considerado uno de los recintos deportivos más emblemáticos del mundo, según diversos medios nacionales e internacionales, y ha sido declarado de «interés deportivo, turístico y artístico ciudad de Buenos Aires».
Cuenta con tres lados con bandejas curvas y un cuarto lado plano y aislado, una particularidad derivada de las limitaciones del terreno disponible en su construcción. Este diseño compacto incluye bandejas superiores adelantadas respecto a las inferiores, generando una pendiente pronunciada que, según jugadores y aficionados, contribuye a crear una atmósfera vibrante y apasionada durante los encuentros deportivos.
El estadio ha sido sede de innumerables competiciones y partidos a lo largo de la historia, siendo Juan Román Riquelme, con 206, el futbolista que más encuentros disputó allí.Por otro lado, Martín Palermo, con 129, es el deportista que más goles marcó en La Bombonera.

## Historia

### Primeras canchas

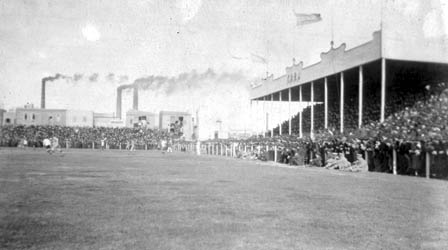
El primer estadio propio de la institución. Ministro Brin y Senguel.

El primer terreno de juego fue cedido por el Club Independencia Sur.Al inscribirse en los torneos oficiales de la Argentine Football Association, la institución se mudó a la ribera del río Dársena Sur, sobre un terreno lindante a las Carboneras Wilson e Hijos.
En 1912 se mudó a donde hoy está el Observatorio Naval, en avenida España al 2000.Luego de un desalojo, la dirigencia tomó la decisión de abandonar el barrio. Fue así que el club se mudó a Wilde, donde producto de la lejanía con La Boca, provocaron una gran disminución de socios, que de 1500 pasaron a ser 300.
Finalmente, en 1916, Boca Juniors regresó a su barrio originario.El nuevo estadio se levantó en la manzana limitada por las calles Ministro Brin, Sengüel, Caboto y Tunuyán.Fue utilizado hasta 1924,año en el que se inauguró otro recinto de tablones, en Brandsen y Del Crucero (actualmente Del Valle Iberlucea), utilizado hasta 1938, año en el que se comenzó a pensar en la construcción de La Bombonera.

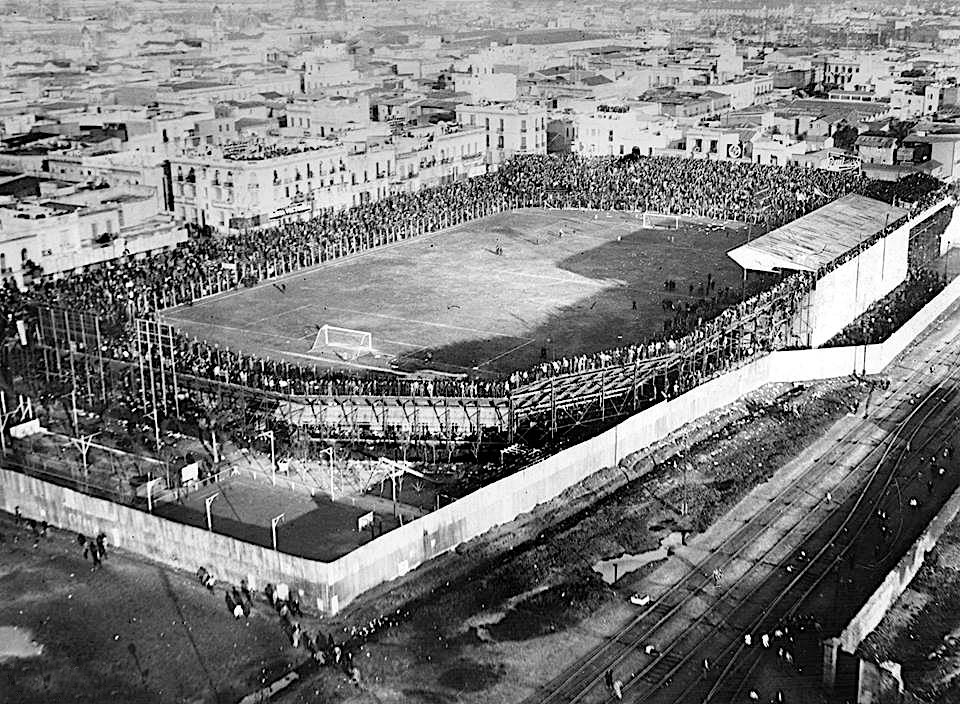
Estadio de Brandsen y Del Crucero, en 1925.

### Etapa de construcción
En 1931, la Comisión Directiva, encabezada por el presidente Ruperto Molfino, decidió comprar los 21 471 m² de dicho terreno, en $2 200 000.Hacia 1937, después de organizar un concurso, se concretó el proyecto para la construcción del estadio. El ganador, que privilegiaba el uso de estructuras de hormigón armado, obtuvo el primer premio del concurso, y con ello la adjudicación de la obra.El autor del diseño fue el arquitecto esloveno Viktor Sulčič, quien, junto con el geómetra Raúl Bes, y el ingeniero José Luis Delpini, formaban el estudio Delpini-Sulcic-Bes,los que también fueron responsables del famoso Mercado de Abasto de Buenos Aires (actual Abasto Shopping).

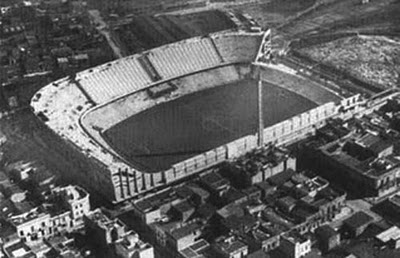
La Bombonera en etapa de construcción.

Boca utilizó por última vez su estadio de madera el 10 de abril de 1938y fue local en Ferro Carril Oeste mientras se construyó el actual estadio.El 18 de febrero de 1938, estando en ejercicio de la presidencia del club el Dr. Camilo Cichero, se colocó la piedra fundamental en presencia del Presidente de la Nación, Agustín Pedro Justo, y el 6 de agosto comenzaron las obras de construcción, a cargo de la empresa alemana GEOPÉ.

### Inauguración y primer partido
El sábado 25 de mayo de 1940 quedó oficialmente inaugurado el «Estadio Boca Juniors».A las nueve horas aproximadamente, una caravana de autos se desplazó desde la sede social de Boca ubicada en Almirante Brown 967 hacia el estadio.A las 11, el entonces presidente Camilo Cichero, cortó las cintas celestes y blancas para habilitar el estadio en forma oficial.El cardenal Copello, a continuación, bendijo las instalaciones.Luego vinieron los desfiles de exdirigentes y jugadores, entre otras figuras y emblemas del club.El mismo día de la inauguración del estadio, falleció el tercer presidente en la historia de Boca y hasta en ese entonces miembro de la comisión directiva de turno, Juan Brichetto.

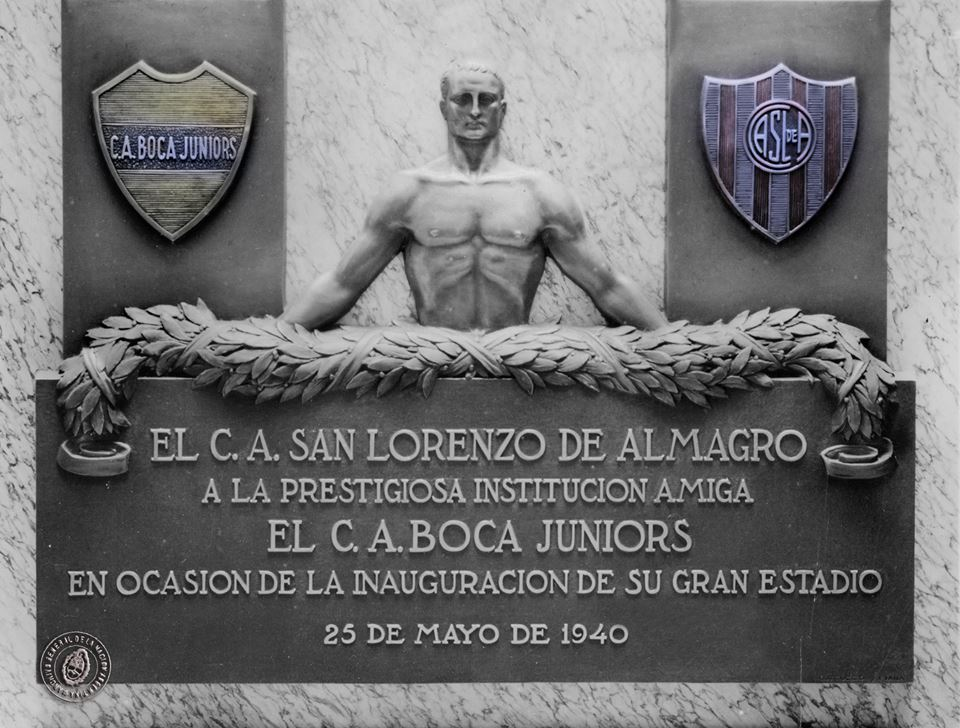
Placa obsequiada por el Club Atlético San Lorenzo de Almagro al Club Atlético Boca Juniors con motivo de la inauguración de su estadio.

A continuación, se jugó el primer partido, contra el Club Atlético San Lorenzo de Almagro, que terminó con un 2-0 a favor del equipo local.Debido a la falta de luz artificial, se programaron solamente dos tiempos de 35'.El primer gol en el recinto fue convertido a los 13 minutos de juego por Ricardo Alarcón, y Aníbal Tenorio selló el marcador a los 33'.
Ese día, Boca Juniors salió a la cancha con la siguiente alineación: Estrada; Ibáñez, Valussi; Viana, Lazzatti, Arcadio López; Tenorio, Alarcón, Sarlanga, Gandulla y Sas.Ingresaron en el entretiempo: Angeletti, Gelpi y Carniglia. DT: Enrique Sobral.
El primer partido oficial jugado en el nuevo estadio fue contra Newell's Old Boys, el 2 de junio del mismo año, por la 9.ª fecha del Campeonato de Primera División, donde Boca se impuso por 2 a 0 y el primer gol lo convirtió Ricardo Alarcón.A partir de allí ganó todos los trece partidos restantes que jugó como local, consagrándose campeón del torneo.

### Reformas y obras
La primera modificación en el estadio se dio el día 16 de noviembre de 1941, donde mediante una ampliación se estrenó la segunda bandeja sector norte (donde se ubica La 12),tribuna que porta el nombre de Natalio Pescia.En 1951 se empezó a construir la tercera bandeja y se instaló el sistema de iluminación artificial, culminando las obras en el año 1953.

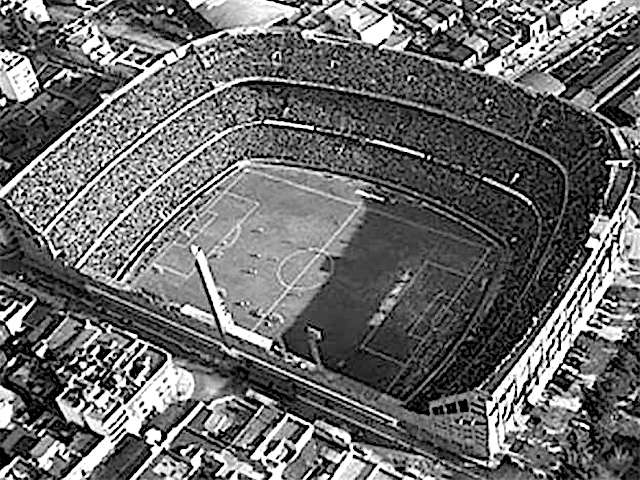
Toma aérea de La Bombonera en 1961.

Desde ese entonces, no sufrió modificaciones más que mantenimiento y cambios de sectores hasta el año 1996. Bajo la presidencia de Mauricio Macri se llevó a cabo una profunda reforma, en la que se construyeron las plateas preferenciales y los palcos vip.Asimismo, se encargó la decoración externa del estadio a los artistas plásticos Rómulo Macció y Pérez Celis.Se elevó su capacidad a 57 000 personas.Para ello, se demolieron los antiguos palcos, reemplazándolo por una tribuna donde sobre la misma, se levantaron los nuevos palcos, hechos de estructura metálica.
En 2008 se montó un tablero electrónico por encima de la tercera bandeja norte (sector K) y acompañado por dos pantallas laterales, ubicadas en las esquinas del sector de los palcos.
Los primeros meses de 2012, se añadieron alrededor de 500 plateas y se sustituyeron las 510 butacas amarillas del sector M por unas nuevas.También se edificaron cuatro nuevos palcos.
El 12 de agosto de 2012, se inauguraron 8 palcos vip ubicados a la altura del campo de juego. Cuentan con baño privado, un LCD, aire acondicionado y una heladera.Cada uno tiene 14 asientos.
A principios de 2015 se cambió totalmente el sistema de drenaje de la cancha, obra que empezó luego del último partido de 2014.
El 25 de junio de 2017, y con motivo de las celebraciones por el título conseguido en la temporada 2016-17, se instaló un reloj digital en el sector de los palcos que cuenta el tiempo que el club lleva en Primera División, y por ende, el tiempo que lleva sin descender de categoría.Este reloj, fue retirado por la nueva comisión directiva en enero de 2020, argumentando que «Boca no necesita un reloj que marque el tiempo del equipo en Primera División para demostrar que es el club más grande»
En enero de 2020, el departamento de obras de la nueva comisión directiva, retiró los acrílicos que separaban la platea baja (sector L) del campo de juego, así como los de la tercera bandeja del lado sur.Además, se retiraron 533 butacas en la tercera bandeja norte (sector K), el cual volvió a ser popular (en un 25%), también se reemplazaron butacas en el sector M, para ganar 213 nuevas ubicaciones.En la platea media, se construyeron 12 palcos, con capacidad para 120 personas.Además, se renovó por completo la pintura de la fachada, con un nuevo diseño, y de algunos sectores del interior del estadio, sin costo por parte del club, gracias a un convenio firmado con dos empresas.En agosto de ese mismo año, el club anunció el cambio de las butacas celestes de la platea baja sur por azules.Entre octubre y principios de noviembre, se quitaron los alambrados de la segunda bandeja sur.
Entre fines de febrero y los primeros días de marzo de 2021, se retiró el alambrado de la tercera bandeja sur.Además se modernizaron las cabinas de transmisión de radio y televisión en la platea media.Entre junio y julio se modificó el drenaje en la zona del banco de los suplentes y se colocó césped mixto,se reconstruyó el vestuario local,se pintó y cambiaron butacas celestes por azules en el interior de la tribuna preferencialy se remodelaron los sectores A y B de la platea media para obtener más ubicaciones, acompañado por nuevos pasillos de circulación más amplios.En octubre se reformaron los sectores de cabinas de prensa y se crearon nuevos palcos en la platea media, que además fueron remodelados.A finales de 2021 se inició nuevamente una obra de drenaje del campo de juego por las malas condiciones que presentó los últimos años en los partidos con lluvia.
En febrero de 2022 se retiró un 25% más de las butacas en la tercera bandeja norte (sector K), para volver a ser popular en un 50%.En mayo se renovaron los pasillos que conectan estos con el campo de juego y también se reformaron los pasillos de las plateas bajas.En el interior de los pasillos se agregaron estatuas de ídolos de Boca como Martín Palermo, Juan Román Riquelme, entre otros, y también títulos obtenidos como la Copa Libertadores, Copa Intercontinental, y demás.Frente a los cambios hechos en esos últimos dos años, el club anunció que el estadio tiene una capacidad máxima de 57 200 espectadores.
En agosto de 2023 se inauguró un patio de comidas de aproximadamente 2000m², ubicado en la platea media.Mientras que en el Sector L de la platea baja, se agregaron 66 butacas.
En marzo de 2024 se rebajó a la mitad el alambrado de la tribuna popular sur baja,mientras que el alambrado de la tribuna popular norte se redujo en los laterales, dejando la parte detrás del arco para atar los tirantes que coloca La 12.Sin embargo, la dirigencia decidió bajar por completo el alambrado, lo que ocasionó que los tirantes taparan la línea óptica de los espectadores en la tribuna popular norte baja, por lo que se agregó un parante al doble de la altura del alambrado, para enganchar los telones y no entorpecer la visual. En mayo se amplió la platea media de la segunda bandeja, quitando el palco presidencial para añadir 72 butacas que utilizan los socios vitalicios.

### El futuro de La Bombonera
El futuro del estadio de La Bombonera se debate desde hace tiempo. En 2015 surgió la idea de comprar los terrenos adyacentes al estadio por el este para construir una nueva grada en ese lado. Otros planes de ampliación incluían la construcción de una cuarta grada adicional por encima de las ya existentes (norte, oeste y sur). Los planes de ampliación también incluían techar todo el auditorio.
La alternativa a la ampliación de La Bombonera sería construir un estadio de Boca Juniors completamente nuevo en una ubicación diferente. El nuevo estadio podría construirse en el lugar de las cercanas instalaciones de entrenamiento del club o en la Isla Demarchi, a más de 1 kilómetro al este del estadio actual. Con motivo de las elecciones presidenciales del club en 2023, se presentaron interesantes diseños para un nuevo estadio.
A pesar de las muchas ideas y debates, hasta ahora no se ha tomado ninguna decisión vinculante sobre cambios radicales relacionados con el futuro de La Bombonera.

## Origen del nombre
El apelativo «La Bombonera» nació junto con el proyecto del arquitecto Viktor Sulčič, y surgió de una anécdota protagonizada por él mismo, durante la etapa de desarrollo del diseño.En ocasión de su cumpleaños, una amiga le regaló una caja de bombones, que Sulčič comenzó a llevar a las reuniones con el ingeniero Delpini y otros participantes del proyecto, ya que su forma era casi exactamente igual a la del estadio que él estaba diseñando.A partir de entonces, aun antes de su construcción, para todos fue la Bombonera, incluidas las autoridades del club, que la llamaron así en los discursos del día de su inauguración.
Aunque siempre se lo conoció con ese nombre, fue el 20 de abril de 1986, en honor a quien fue el presidente bajo cuyo mandato se colocó la piedra fundamental para la construcción del estadio, cuando pasó a llamarse oficialmente estadio Camilo Cichero.Ese mismo día Boca derrotó a Talleres de Córdoba por 4-2.
El 27 de diciembre de 2000, en una ceremonia realizada en el mismo estadio, se cambió el nombre por el actual, en honor al presidente Alberto J. Armando que condujo a la institución por más de dos décadas.

## Reconocimiento internacional
Diversas glorias del deporte han declarado que en el estadio se vive una experiencia diferente a la de cualquier otro en el mundo.
En 2004, el diario inglés The Observer realizó un ranking con «los 50 espectáculos deportivos del mundo que hay que ver antes de morir».Encabezó la lista «Boca-River en la Bombonera».
Según un informe del diario inglés The Times en 2009, es el mejor estadio de América y el 7.º a nivel mundial.
El sitio web estadounidense Bleacher Report, la ubicó en el puesto 47, entre los 52 estadios deportivos del mundo, que hay que visitar antes de morir.Describiéndolo como «un estadio de forma única, del que se dice que late como un corazón, por la influencia de las gradas durante los partidos.La intimidación en su máxima expresión».
En 2015 y 2024, fue distinguido como «el mejor estadio de fútbol del mundo» por la revista inglesa FourFourTwo.
La revista francesa France Football señaló a La Bombonera como «el estadio más popular del mundo», describiéndola como «el lugar donde la pasión y el color del fútbol se vive con mayor fuerza».
El medio inglés Copa90 eligió a La Bombonera como «el mejor estadio del mundo para ver un partido de fútbol».

## Eventos internacionales

### Selección Argentina
La selección de fútbol de Argentina ha disputado en el estadio diversos partidos, copas oficiales y amistosas, y clasificatorios para el Mundial de Fútbol. En total, disputó 37 encuentros, ganó 26, empató 8 y perdió los 3 restantes.Marcó 80 goles y recibió 31.El seleccionado argentino tiene un promedio de 70,27% de victorias. Sumando victorias y empates, el conjunto «albiceleste» consigue el 91,89% de los puntos en juego.
| Estadísticas de la Selección Argentina en La Bombonera | Estadísticas de la Selección Argentina en La Bombonera | Estadísticas de la Selección Argentina en La Bombonera | Estadísticas de la Selección Argentina en La Bombonera | Estadísticas de la Selección Argentina en La Bombonera | Estadísticas de la Selección Argentina en La Bombonera | Estadísticas de la Selección Argentina en La Bombonera |
| Competencias                                           | PJ                                                     | PG                                                     | PE                                                     | PP                                                     | GF                                                     | GC                                                     |
| ------------------------------------------------------ | ------------------------------------------------------ | ------------------------------------------------------ | ------------------------------------------------------ | ------------------------------------------------------ | ------------------------------------------------------ | ------------------------------------------------------ |
| Clasificatorias al Mundial                             | 13                                                     | 8                                                      | 4                                                      | 1                                                      | 26                                                     | 7                                                      |
| Partidos amistosos                                     | 24                                                     | 18                                                     | 4                                                      | 2                                                      | 54                                                     | 24                                                     |
| Total                                                  | 37                                                     | 26                                                     | 8                                                      | 3                                                      | 80                                                     | 31                                                     |

### Clasificatoria
La selección Argentina disputó 13 partidos por clasificatorias al mundial de fútbol, donde ganó 8, empató 4 y perdió 1.Convirtió 26 goles y recibió 7.
| Clasificación a Suecia 1958; 20 de octubre de 1957 | Argentina                                   | 4:0 (4:0) | Chile | Estadio La Bombonera, Buenos Aires                          |                                                             |
|                                                    | Corbatta 1' 40' · Menéndez 13' · Zárate 15' | Reporte   |       | Asistencia: 50 000 espectadores Árbitro(s): Raymon Wyssling | Asistencia: 50 000 espectadores Árbitro(s): Raymon Wyssling |

| Clasificación a Chile 1962; 17 de diciembre de 1960 | Argentina                                                             | 5:0 (1:0) | Ecuador | Estadio La Bombonera, Buenos Aires                        |                                                           |
|                                                     | Gómez 6' (a.g.) · Sanfilipo 53' · Corbatta 55' · Sosa 75' · Pando 90' | Reporte   |         | Asistencia: 30 000 espectadores Árbitro(s): Carlos Robles | Asistencia: 30 000 espectadores Árbitro(s): Carlos Robles |

| Clasificación a México 1970; 24 de agosto de 1969 | Argentina    | 1:0 (1:0) | Bolivia | Estadio La Bombonera, Buenos Aires                     |                                                        |
|                                                   | Albrecht 17' |           |         | Asistencia: 50 000 espectadores Árbitro(s): Peña Rocha | Asistencia: 50 000 espectadores Árbitro(s): Peña Rocha |

| Clasificación a México 1970; 31 de agosto de 1969                                                                                     | Argentina                | 2:2 (0:0) | Perú            | Estadio La Bombonera, Buenos Aires                            |                                                               |
| | Albrecht 78' · Rendo 87' | Reporte   | Ramírez 52' 80' | Asistencia: 53 627 espectadores Árbitro(s): Rafael Hormazabal | Asistencia: 53 627 espectadores Árbitro(s): Rafael Hormazabal |
| Argentina queda eliminada del Mundial de México 1970. Primera vez que Argentina es eliminada de un Mundial en pleno terreno de juego. |                          |           |                 |                                                               |                                                               |

| Clasificación a Alemania Federal 1974; 9 de septiembre de 1973 | Argentina                        | 4:0 (2:0) | Bolivia | Estadio La Bombonera, Buenos Aires                              |                                                                 |
|                                                                | Brindisi 30' 43' · Ayala 66' 75' | Reporte   |         | Asistencia: 60 000 espectadores Árbitro(s): Ángel Pazos Bianchi | Asistencia: 60 000 espectadores Árbitro(s): Ángel Pazos Bianchi |

| Clasificación a Alemania Federal 1974; 7 de octubre de 1973 | Argentina                   | 3:1 (1:1) | Paraguay    | Estadio La Bombonera, Buenos Aires                            |                                                               |
|                                                             | Ayala 32' 57' · Bertoni 89' | Reporte   | Escobar 22' | Asistencia: 58 657 espectadores Árbitro(s): Rafael Hormazabal | Asistencia: 58 657 espectadores Árbitro(s): Rafael Hormazabal |

| Clasificación a Francia 1998; 16 de noviembre de 1997  | Argentina   | 1:1 (0:1) | Colombia       | Estadio La Bombonera, Buenos Aires                                    |                                                                       |
|                                                        | Cáceres 69' | Reporte   | Valderrama 10' | Asistencia: 40 000 espectadores Árbitro(s): Márcio Rezende de Freitas | Asistencia: 40 000 espectadores Árbitro(s): Márcio Rezende de Freitas |
| Debut de Juan Román Riquelme en el seleccionado mayor. |             |           |                |                                                                       |                                                                       |

| Clasificación a Rusia 2018; 5 de octubre de 2017 | Argentina | 0:0     | Perú | Estadio La Bombonera, Buenos Aires                         |                                                            |
|                                                  |           | Reporte |      | Asistencia: 47 960 espectadores Árbitro(s): Wilton Sampaio | Asistencia: 47 960 espectadores Árbitro(s): Wilton Sampaio |

| Clasificación a Catar 2022; 8 de octubre de 2020 | Argentina | 1:0 (1:0) | Ecuador | Estadio La Bombonera, Buenos Aires            |                                               |
|                                                  | Messi 13' | Reporte   |         | Árbitro(s): Roberto Tobar VAR: Cristian Garay | Árbitro(s): Roberto Tobar VAR: Cristian Garay |

| Clasificación a Catar 2022; 12 de noviembre de 2020 | Argentina    | 1:1 (1:1) | Paraguay      | Estadio La Bombonera, Buenos Aires         |                                            |
|                                                     | González 41' | Reporte   | Á. Romero 22' | Árbitro(s): Raphael Claus VAR: Bruno Arleu | Árbitro(s): Raphael Claus VAR: Bruno Arleu |

| Clasificación a Catar 2022; 25 de marzo de 2022 | Argentina                               | 3:0 (1:0) | Venezuela | Estadio La Bombonera, Buenos Aires                                            |                                                                               |
|                                                 | González 35' · Di María 79' · Messi 82' | Reporte   |           | Asistencia: 42 000 espectadores Árbitro(s): Kevin Ortega VAR: Víctor Carrillo | Asistencia: 42 000 espectadores Árbitro(s): Kevin Ortega VAR: Víctor Carrillo |

| Clasificación a Norteamérica 2026; 16 de noviembre de 2023 | Argentina | 0:2 (0:1) | Uruguay                | Estadio La Bombonera, Buenos Aires                                         |                                                                            |
|                                                            |           | Reporte   | Araújo 41' · Núñez 87' | Asistencia: 49 000 espectadores Árbitro(s): Wilmar Roldán VAR: Jhon Ospina | Asistencia: 49 000 espectadores Árbitro(s): Wilmar Roldán VAR: Jhon Ospina |

| Clasificación a Norteamérica 2026; 19 de noviembre de 2024 | Argentina       | 1:0 (0:0) | Perú | Estadio La Bombonera, Buenos Aires                                         |                                                                            |
|                                                            | L. Martínez 55' | Reporte   |      | Asistencia: 49 000 espectadores Árbitro(s): Wilmar Roldán VAR: Yadir Acuña | Asistencia: 49 000 espectadores Árbitro(s): Wilmar Roldán VAR: Yadir Acuña |

### Amistosos
El seleccionado argentino disputó 24 partidos amistosos donde ganó 18, empató 4 y perdió 2. Convirtió 54 goles y recibió 24.Ocho de estos partidos fueron por Copas amistosas en las cuales ganó en siete ocasiones y empató una.
| Copa Lipton; 14 de noviembre de 1956 | Argentina            | 2:2     | Uruguay | Estadio La Bombonera, Buenos Aires                     |                                                        |
|                                      | Corbatta · Angelillo | Reporte | Míguez  | Asistencia: 40 000 espectadores Árbitro(s): Bert Cross | Asistencia: 40 000 espectadores Árbitro(s): Bert Cross |

| Amistoso; 8 de abril de 1970 | Argentina                | 2:1 (1:1) | Uruguay  | Estadio La Bombonera, Buenos Aires                         |                                                            |
|                              | Conigliaro 30' · Más 70' | Reporte   | Zubía 5' | Asistencia: 35 000 espectadores Árbitro(s): Luis Pestarino | Asistencia: 35 000 espectadores Árbitro(s): Luis Pestarino |

| Amistoso; 8 de enero de 1971 | Argentina                                  | 3:4 (0:1) | Francia                                            | Estadio La Bombonera, Buenos Aires                         |                                                            |
|                              | Brindisi 55' · Nicolau 73' · Laraignée 90' | Reporte   | Loubet 3' · Djorkaeff 50' · Lech 64' · Revelli 89' | Asistencia: 4500 espectadores Árbitro(s): Roberto Barreiro | Asistencia: 4500 espectadores Árbitro(s): Roberto Barreiro |

| Copa Lipton; 14 de julio de 1971 | Argentina   | 1:0 (0:0) | Uruguay | Estadio La Bombonera, Buenos Aires                        |                                                           |
|                                  | Madurga 59' | Reporte   |         | Asistencia: 30 000 espectadores Árbitro(s): Ramón Barreto | Asistencia: 30 000 espectadores Árbitro(s): Ramón Barreto |

| Copa Carlos Dittborn; 4 de agosto de 1971                        | Argentina   | 1:0 (0:0) | Chile | Estadio La Bombonera, Buenos Aires                             |                                                                |
|                                                                  | Fischer 87' | Reporte   |       | Asistencia: 30 000 espectadores Árbitro(s): Lorenzo Cantillana | Asistencia: 30 000 espectadores Árbitro(s): Lorenzo Cantillana |
| Al finalizar, Argentina se consagró campeón del torneo amistoso. |             |           |       |                                                                |                                                                |

| Copa Carlos Dittborn; 13 de julio de 1973 | Argentina                                     | 5:4 (3:2) | Chile                                        | Estadio La Bombonera, Buenos Aires                          |                                                             |
|                                           | Guerini 1' · Ayala 19' 83' · Brindisi 32' 70' | Reporte   | Ahumada 18' 33' · Crisosto 53' · Caszely 60' | Asistencia: 30 000 espectadores Árbitro(s): Armando Marques | Asistencia: 30 000 espectadores Árbitro(s): Armando Marques |

| Copa Mariscal Ramón Castilla; 27 de julio de 1973                                      | Argentina                      | 3:1 (1:1) | Perú         | Estadio La Bombonera, Buenos Aires                            |                                                               |
|                                                                                        | Guerini 38' 55' · Brindisi 60' | Reporte   | Bailetti 42' | Asistencia: 20 000 espectadores Árbitro(s): Arturo Ithurralde | Asistencia: 20 000 espectadores Árbitro(s): Arturo Ithurralde |
| Al finalizar, Argentina se consagró campeón de la primera edición del torneo amistoso. |                                |           |              |                                                               |                                                               |

| Amistoso; 27 de febrero de 1977 | Argentina                           | 5:1 (4:0) | Hungría     | Estadio La Bombonera, Buenos Aires                        |                                                           |
| | Bertoni 11' 18' 44' · Luque 37' 47' | Reporte   | Zombori 61' | Asistencia: 50 000 espectadores Árbitro(s): Ramón Barreto | Asistencia: 50 000 espectadores Árbitro(s): Ramón Barreto |
| En este partido, se dio el debut de Diego Maradona con la Selección mayor de fútbol de Argentina, luego de entrar a los 62' como cambio. |                                     |           |             |                                                           |                                                           |

| Amistoso; 29 de mayo de 1977 | Argentina                   | 3:1 (1:1) | Polonia  | Estadio La Bombonera, Buenos Aires                     |                                                        |
|                              | Bertoni 41' 72' · Luque 54' | Reporte   | Lato 34' | Asistencia: 50 000 espectadores Árbitro(s): José Romei | Asistencia: 50 000 espectadores Árbitro(s): José Romei |

| Amistoso; 5 de junio de 1977 | Argentina      | 1:3 (0:1) | Alemania                        | Estadio La Bombonera, Buenos Aires                               |                                                                  |
|                              | Passarella 73' | Reporte   | Fischer 8' 61' · Holzenbein 70' | Asistencia: 60 000 espectadores Árbitro(s): Arnaldo Cézar Coelho | Asistencia: 60 000 espectadores Árbitro(s): Arnaldo Cézar Coelho |

| Amistoso; 12 de junio de 1977 | Argentina   | 1:1 (1:1) | Inglaterra | Estadio La Bombonera, Buenos Aires                        |                                                           |
|                               | Bertoni 15' | Reporte   | Pearson 3' | Asistencia: 60 000 espectadores Árbitro(s): Ramón Barreto | Asistencia: 60 000 espectadores Árbitro(s): Ramón Barreto |

| Amistoso; 18 de junio de 1977 | Argentina      | 1:1 (0:0) | Escocia    | Estadio La Bombonera, Buenos Aires                               |                                                                  |
|                               | Passarella 80' | Reporte   | Masson 77' | Asistencia: 57 000 espectadores Árbitro(s): Romualdo Arppi Filho | Asistencia: 57 000 espectadores Árbitro(s): Romualdo Arppi Filho |

| Amistoso; 26 de junio de 1977 | Argentina | 0:0     | Francia | Estadio La Bombonera, Buenos Aires                             |                                                                |
|                               |           | Reporte |         | Asistencia: 40 000 espectadores Árbitro(s): Edison Pérez Núñez | Asistencia: 40 000 espectadores Árbitro(s): Edison Pérez Núñez |

| Amistoso; 3 de julio de 1977 | Argentina      | 1:0 (1:0) | Yugoslavia | Estadio La Bombonera, Buenos Aires                                |                                                                   |
|                              | Passarella 32' | Reporte   |            | Asistencia: 40 000 espectadores Árbitro(s): Juan Silvagno Cavanna | Asistencia: 40 000 espectadores Árbitro(s): Juan Silvagno Cavanna |

| Amistoso; 12 de julio de 1977 | Argentina                     | 2:0 (1:0) | Alemania Oriental | Estadio La Bombonera, Buenos Aires                        |                                                           |
|                               | Houseman 30' · Carrascosa 72' | Reporte   |                   | Asistencia: 40 000 espectadores Árbitro(s): Ramón Barreto | Asistencia: 40 000 espectadores Árbitro(s): Ramón Barreto |

| Copa Félix Bogado; 24 de agosto de 1977 | Argentina     | 2:1 (1:1) | Paraguay    | Estadio La Bombonera, Buenos Aires                        |                                                           |
|                                         | Luque 10' 78' | Reporte   | Escobar 28' | Asistencia: 35 000 espectadores Árbitro(s): Ramón Barreto | Asistencia: 35 000 espectadores Árbitro(s): Ramón Barreto |

| Copa Mariscal Ramón Castilla; 19 de marzo de 1978 | Argentina                    | 2:1 (1:0) | Perú      | Estadio La Bombonera, Buenos Aires                              |                                                                 |
|                                                   | Houseman 41' · Pagnanini 69' | Reporte   | Rojas 89' | Asistencia: 45 000 espectadores Árbitro(s): Juan José Fortunato | Asistencia: 45 000 espectadores Árbitro(s): Juan José Fortunato |

| Amistoso; 29 de marzo de 1978 | Argentina                             | 3:1 (2:1) | Bulgaria       | Estadio La Bombonera, Buenos Aires                            |                                                               |
|                               | Gallego 10' · Ortiz 13' · Ardiles 66' | Reporte   | Grancharov 35' | Asistencia: 60 000 espectadores Árbitro(s): Ricardo Vallarino | Asistencia: 60 000 espectadores Árbitro(s): Ricardo Vallarino |

| Amistoso; 5 de abril de 1978 | Argentina          | 2:0 (2:0) | Rumania | Estadio La Bombonera, Buenos Aires                                 |                                                                    |
|                              | Passarella 20' 33' | Reporte   |         | Asistencia: 55 000 espectadores Árbitro(s): Juan Daniel Cardellino | Asistencia: 55 000 espectadores Árbitro(s): Juan Daniel Cardellino |

| Amistoso; 19 de abril de 1978 | Argentina                         | 3:1 (1:0) | Irlanda   | Estadio La Bombonera, Buenos Aires                                   |                                                                      |
|                               | Ortiz 44' · Villa 45' · Luque 90' | Reporte   | Vraey 92' | Asistencia: 35 000 espectadores Árbitro(s): José Luis Martínez Bazán | Asistencia: 35 000 espectadores Árbitro(s): José Luis Martínez Bazán |

| Amistoso; 3 de mayo de 1978 | Argentina                            | 3:0 (1:0) | Uruguay | Estadio La Bombonera, Buenos Aires                            |                                                               |
|                             | Luque 21' · Ardiles 50' · Alonso 90' | Reporte   |         | Asistencia: 55 000 espectadores Árbitro(s): José Luis da Rosa | Asistencia: 55 000 espectadores Árbitro(s): José Luis da Rosa |

| Amistoso; 26 de noviembre de 1992 | Argentina                 | 2:0 (1:0) | Polonia | Estadio La Bombonera, Buenos Aires                           |                                                              |
|                                   | Craviotto 21' · Bello 53' | Reporte   |         | Asistencia: 20 000 espectadores Árbitro(s): Renato Marsiglia | Asistencia: 20 000 espectadores Árbitro(s): Renato Marsiglia |

| Superclásico de las Américas 2012; 21 de noviembre de 2012                                                                                        | Argentina                                        | 2:1 (0:0) (3:4 p.)         | Brasil                                                  | Estadio La Bombonera, Buenos Aires                        |                                                           |
| | Scocco 81' 89'                                   | Reporte                    | Fred 83'                                                | Asistencia: 32 000 espectadores Árbitro(s): Enrique Osses | Asistencia: 32 000 espectadores Árbitro(s): Enrique Osses |
| |                                                  | Tiros desde el punto penal |                                                         |                                                           |                                                           |
| | Martínez · Montillo · Domínguez · Scocco · Orion |                            | Neves · Silveira dos Santos · Carlinhos · Fred · Neymar |                                                           |                                                           |
| Debido al resultado de ida, favorable a Brasil, el partido terminó en penales, los cuales terminaron con un resultado a favor de 4:3 para Brasil. |                                                  |                            |                                                         |                                                           |                                                           |

| Amistoso; 29 de mayo de 2018 | Argentina                      | 4:0 (1:0) | Haití | Estadio La Bombonera, Buenos Aires                            |                                                               |
|                              | Messi 17' 58' 66' · Agüero 69' | Reporte   |       | Asistencia: 40 000 espectadores Árbitro(s): Arnaldo Samaniego | Asistencia: 40 000 espectadores Árbitro(s): Arnaldo Samaniego |

### Boca Juniors
A nivel continental, el estadio de Boca es conocido por ser una «fortaleza» para el equipo.Boca solo perdió catorce veces en 65 años de Copa Libertadores, cosechando un 67,27% de victorias.Contando victorias y empates, el «xeneize» logró el 91,51% de los puntos en juego.Mientras que en Copa Sudamericana tiene un 57,69% de promedio en victorias. Sumando triunfos y empates, el conjunto «azul y oro» obtuvo el 88,46% de los puntos que disputó.Por esta razón, Boca Juniors como local en La Bombonera es uno de los equipos que mejor promedio histórico tiene en las mayores competencias continentales de Sudamérica.
| Estadisticas de Boca Juniors en La Bombonera | Estadisticas de Boca Juniors en La Bombonera | Estadisticas de Boca Juniors en La Bombonera | Estadisticas de Boca Juniors en La Bombonera | Estadisticas de Boca Juniors en La Bombonera | Estadisticas de Boca Juniors en La Bombonera | Estadisticas de Boca Juniors en La Bombonera | Estadisticas de Boca Juniors en La Bombonera |
| Competencias                                 | PJ                                           | PG                                           | PE                                           | PP                                           | GF                                           | GC                                           | R                                            |
| -------------------------------------------- | -------------------------------------------- | -------------------------------------------- | -------------------------------------------- | -------------------------------------------- | -------------------------------------------- | -------------------------------------------- | -------------------------------------------- |
| Copa Libertadores                            | 165                                          | 111                                          | 40                                           | 14                                           | 311                                          | 100                                          | [ 119 ]                                      |
| Copa Sudamericana                            | 26                                           | 15                                           | 8                                            | 3                                            | 48                                           | 21                                           | [ 120 ]                                      |
| Total                                        | 191                                          | 126                                          | 48                                           | 17                                           | 359                                          | 121                                          |                                              |

### Copa Intercontinental
Entre Boca Juniors y Estudiantes (LP) disputaron 4 partidos como local por Copa Intercontinental, con dos victorias y dos empates; convirtieron 7 goles y recibieron 5.
| Final 1968, ida; 25 de septiembre de 1968 | Estudiantes (LP) | 1:0 (1:0) | Manchester United | Estadio La Bombonera, Buenos Aires                    |                                                       |
|                                           | Conigliaro 27'   | Reporte   |                   | Asistencia: 35 000 espectadores Árbitro(s): Hugo Sosa | Asistencia: 35 000 espectadores Árbitro(s): Hugo Sosa |

| Final 1969, vuelta; 22 de octubre de 1969                                         | Estudiantes (LP)                    | 2:1 (2:1) | Milan      | Estadio La Bombonera, Buenos Aires                          |                                                             |
|                                                                                   | Conigliaro 43' · Aguirre Suárez 44' | Reporte   | Rivera 30' | Asistencia: 45 000 espectadores Árbitro(s): Domingo Massaro | Asistencia: 45 000 espectadores Árbitro(s): Domingo Massaro |
| Se consagró campeón el Milan tras ganar 3 a 0 en el partido de ida (global: 4-2). |                                     |           |            |                                                             |                                                             |

| Final 1970, ida; 25 de agosto de 1970 | Estudiantes (LP)         | 2:2 (2:1) | Feyenoord                      | Estadio La Bombonera, Buenos Aires                        |                                                           |
|                                       | Echecopar 6' · Verón 10' | Reporte   | Van Hanegem 21' · Kindvall 65' | Asistencia: 60 000 espectadores Árbitro(s): Rudi Glöckner | Asistencia: 60 000 espectadores Árbitro(s): Rudi Glöckner |

| Final 1977, ida; 21 de marzo de 1978 | Boca Juniors                  | 2:2 (1:2) | Borussia Mönchengladbach | Estadio La Bombonera, Buenos Aires                               |                                                                  |
|                                      | Mastrángelo 16' · Ribolzi 51' | Reporte   | Hannes 24' · Bonhof 29'  | Asistencia: 60 000 espectadores Árbitro(s): Nikola Milanov Dudin | Asistencia: 60 000 espectadores Árbitro(s): Nikola Milanov Dudin |

### Copa Sudamericana
Entre Boca Juniors y Tigre disputaron 3 partidos como local por Copa Sudamericana, con una victoria y dos empates; convirtieron 3 goles y recibieron 1.
| Final 2004, vuelta; 17 de diciembre de 2004                                            | Boca Juniors                          | 2:0 (2:0) | Bolivar | Estadio La Bombonera, Buenos Aires                         |                                                            |
|                                                                                        | Martín Palermo 14' · Carlos Tévez 28' | Reporte   |         | Asistencia: 55 000 espectadores Árbitro(s): Carlos Chandía | Asistencia: 55 000 espectadores Árbitro(s): Carlos Chandía |
| Se consagró campeón Boca Juniors tras perder 1 a 0 en el partido de ida (global: 2-1). |                                       |           |         |                                                            |                                                            |

| Final 2005, vuelta; 18 de diciembre de 2005                                                | Boca Juniors                                                           | 1:1 (1:0) (4:3 p.)         | Pumas UNAM                                                | Estadio La Bombonera, Buenos Aires                          |                                                             |
|                                                                                            | Martín Palermo 31'                                                     | Reporte                    | Bruno Marioni 54'                                         | Asistencia: 56 000 espectadores Árbitro(s): Carlos Amarilla | Asistencia: 56 000 espectadores Árbitro(s): Carlos Amarilla |
|                                                                                            |                                                                        | Tiros desde el punto penal |                                                           |                                                             |                                                             |
|                                                                                            | Barros Schelotto · Insúa · Palermo · Schiavi · Delgado · Abbondanzieri |                            | Augusto · Pineda · Beltrán · Cardetti · Marioni · Galindo |                                                             |                                                             |
| Boca Juniors se consagró campeón por penales (4-3) luego de empatar 1-1 el partido de ida. |                                                                        |                            |                                                           |                                                             |                                                             |

| Final 2004, vuelta; 5 de diciembre de 2012 | Tigre | 0:0 | São Paulo | Estadio La Bombonera, Buenos Aires                        |  |
|                                            |       |     |           | Asistencia: 40 000 espectadores Árbitro(s): Antonio Arias |  |

### Recopa Sudamericana
Boca Juniors disputó 3 partidos como local por Recopa Sudamericana obteniendo dos victorias y un empate; conviendo 7 goles y recibiendo 4.
| Final 2005, ida; 24 de agosto de 2005 | Boca Juniors                                                        | 3:1 (3:1) | Once Caldas           | Estadio La Bombonera, Buenos Aires                         |                                                            |
|                                       | Sebastián Battaglia 3' · Neri Cardozo 8' · Juan González 18' (a.g.) | Reporte   | Mauricio Casierra 42' | Asistencia: 45 000 espectadores Árbitro(s): Carlos Chandía | Asistencia: 45 000 espectadores Árbitro(s): Carlos Chandía |

| Final 2006, ida; 7 de septiembre de 2006 | Boca Juniors                              | 2:1 (0:1) | São Paulo          | Estadio La Bombonera, Buenos Aires                          |                                                             |
|                                          | Rodrigo Palacio 53' · Rodrigo Palacio 63' | Reporte   | Thiago Ribeiro 30' | Asistencia: 45 426 espectadores Árbitro(s): Carlos Amarilla | Asistencia: 45 426 espectadores Árbitro(s): Carlos Amarilla |

| Final 2008, ida; 27 de agosto de 2008                                                 | Boca Juniors                                 | 2:2 (1:0) | Arsenal                                 | Estadio La Bombonera, Buenos Aires                       |                                                          |
|                                                                                       | Rodrigo Palacio 7' · Juan Román Riquelme 91' | Reporte   | Sebastián Carrera 58' · Mauro Matos 69' | Asistencia: 37 357 espectadores Árbitro(s): Saúl Laverni | Asistencia: 37 357 espectadores Árbitro(s): Saúl Laverni |
| Se consagró campeón Boca Juniors tras ganar 3 a 1 en el partido de ida (global: 5-3). |                                              |           |                                         |                                                          |                                                          |

### Supercopa Sudamericana
Boca Juniors disputó como local dos partidos por la Supercopa Sudamericana frente a Independiente donde empató ambos partidos (0-0 y 1-1).
| Final 1989, ida; 22 de noviembre de 1989 | Boca Juniors | 0:0     | Independiente | Estadio La Bombonera, Buenos Aires |                                |
|                                          |              | Reporte |               | Árbitro(s): Francisco Lamolina     | Árbitro(s): Francisco Lamolina |

| Final 1994, ida; 2 de noviembre de 1994 | Boca Juniors | 1:1 (1:0) | Independiente | Estadio La Bombonera, Buenos Aires |                            |
|                                         | Martínez 24' | Reporte   | Rambert 72'   | Árbitro(s): Roberto Ruscio         | Árbitro(s): Roberto Ruscio |

### Copa de Oro Nicolás Leoz
Se disputó el partido de vuelta por la Copa de Oro Nicolás Leoz 1993 donde Boca Juniors venció 1-0 al Atlético Mineiro.
| Final 1993, vuelta; 22 de julio de 1993                                  | Boca Juniors     | 1:0 (0:0) | Atlético Mineiro | Estadio La Bombonera, Buenos Aires |                            |
|                                                                          | Mac Allister 53' | Reporte   |                  | Árbitro(s): Jorge Orellana         | Árbitro(s): Jorge Orellana |
| Boca Juniors se consagró campeón luego de empatar 0-0 el partido de ida. |                  |           |                  |                                    |                            |

### Copa Interamericana
Se disputó el partido de ida por la Copa Interamericana 1977 donde Boca Juniors venció 3-0 al América.
| Final 1977, ida; 29 de marzo de 1978 | Boca Juniors                      | 3:0 (1:0) | América | Estadio La Bombonera, Buenos Aires                        |                                                           |
|                                      | Salinas 42' 53' · Mastrángelo 55' | Reporte   |         | Asistencia: 25 000 espectadores Árbitro(s): Ramón Barreto | Asistencia: 25 000 espectadores Árbitro(s): Ramón Barreto |

## Eventos musicales
| Principales conciertos y eventos | Principales conciertos y eventos  | Principales conciertos y eventos | Principales conciertos y eventos | Principales conciertos y eventos |
| Fecha                            | Artista(s)                        | Gira                             | Asistencia                       | R                                |
| 1998                             | 1998                              | 1998                             | 1998                             | 1998                             |
| -------------------------------- | --------------------------------- | -------------------------------- | -------------------------------- | -------------------------------- |
| 18 de septiembre                 | Backstreet Boys                   | Backstreet's Back Tour           | 40 000                           | [ 135 ]                          |
| 19 de septiembre                 | Backstreet Boys                   | Backstreet's Back Tour           | 40 000                           | [ 135 ]                          |
|                                  | Backstreet Boys                   | Backstreet's Back Tour           |                                  | [ 135 ]                          |
| 1999                             |                                   |                                  |                                  |                                  |
| 16 de abril                      | Chayanne                          | Atado A Tu Amor Tour             | 40 000                           | [ 136 ]                          |
| 2000                             |                                   |                                  |                                  |                                  |
| 8 de diciembre                   | Sui Generis                       | —                                | 27 800                           | [ 137 ]                          |
| 2005                             |                                   |                                  |                                  |                                  |
| 12 de marzo                      | Lenny Kravitz                     | —                                | 35 000                           | [ 138 ]                          |
| 13 de marzo                      | Lenny Kravitz                     | —                                | 35 000                           | [ 138 ]                          |
| 33 000                           | Lenny Kravitz                     | —                                |                                  | [ 138 ]                          |
| 22 de diciembre                  | Los Piojos                        | Máquina de sangre World Tour     | 70 000                           | [ 139 ]                          |
| 23 de diciembre                  | Los Piojos                        | Máquina de sangre World Tour     | 70 000                           | [ 139 ]                          |
| 2006                             |                                   |                                  |                                  |                                  |
| 16 de diciembre                  | Joaquín Sabina                    | Carretera y top manta            | 35 000                           | [ 140 ]                          |
| 2007                             |                                   |                                  |                                  |                                  |
| 13 de diciembre                  | Joan Manuel Serrat/Joaquín Sabina | Dos pájaros de un tiro           | 40 000                           | [ 141 ]                          |
| 2009                             |                                   |                                  |                                  |                                  |
| 22 de enero                      | James Blunt/Elton John            | Rocket Man: Greatest Hits Live   | 25 000                           | [ 142 ]                          |
| 15 de octubre                    | Ricardo Arjona                    | Gira Argentina 2009              | 40 000                           | [ 143 ]                          |
| 2010                             |                                   |                                  |                                  |                                  |
| 20 de enero                      | Joaquín Sabina                    | Vinagre y rosas                  | 40 000                           | [ 144 ]                          |
| 2012                             |                                   |                                  |                                  |                                  |
| 16 de diciembre                  | Joan Manuel Serrat/Joaquín Sabina | Dos pájaros contraatacan         | 40 000                           | [ 145 ]                          |

## Videojuegos
El estadio ha sido representado en múltiples ocasiones en las sagas más importantes de videojuegos de fútbol: FIFA, PES / eFootball y EA Sports FC. Aunque no siempre ha tenido su nombre oficial, ya que por temas de licencias algunos juegos han debido recurrir a nombres ficticios, como «Estadio Gran Chaco».Sin embargo, en los últimos años Boca Juniors ha establecido acuerdos comerciales con las desarrolladoras de ambas franquicias, lo cual ha permitido que el estadio aparezca en ellos de manera oficial.
En negrita los juegos en los que está licenciado el estadio.
| Franquicia                       | Apariciones | Ediciones |
| -------------------------------- | ----------- | --- |
| FIFA / EA Sports FC              | 20          | 2004, 2005, 2006, 2007, 2008, 2009, 2010, 2011, 2012, 2013, 2014, 2015, 2016, 2017, 2018, 2020, 2022, 2023 / 2024, 2025 |
| Pro Evolution Soccer / eFootball | 20          | 2002, ISS3, 2003, 2004, 2005, 2006, 2008, 2009, 2010, 2014, 2015, 2017, 2018, 2019 / 2020, 2021, 2022, 2023, 2024, 2025 |

## Ubicación y acceso
El estadio se encuentra ubicado en Brandsen 805, La Boca, Buenos Aires. Así mismo, está rodeado por las calles Dr. del Valle Iberlucea y Aristóbulo del Valle, y las vías del Ferrocarril General Roca.
Se puede acceder mediante:
- Colectivos: 10 20 22 24 25  29 33 46 53 64 70 86 93 129 130 152 159 168 195

## Galería

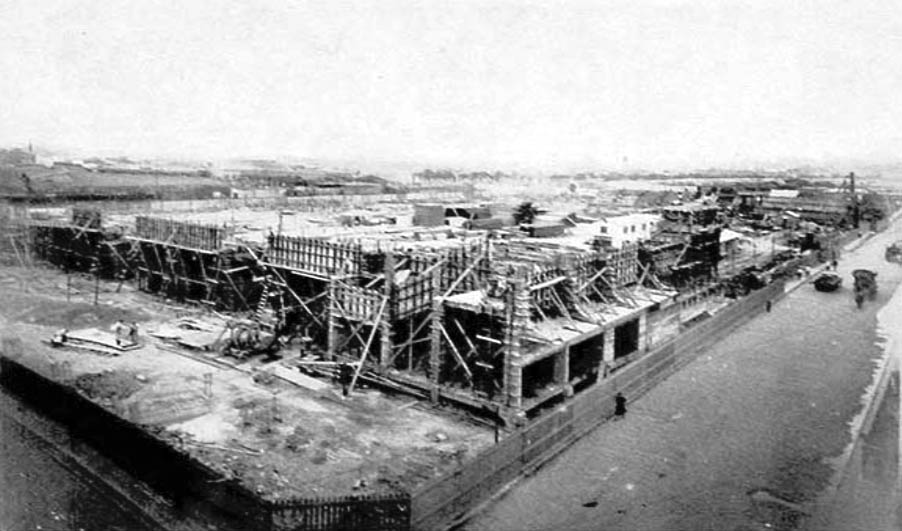
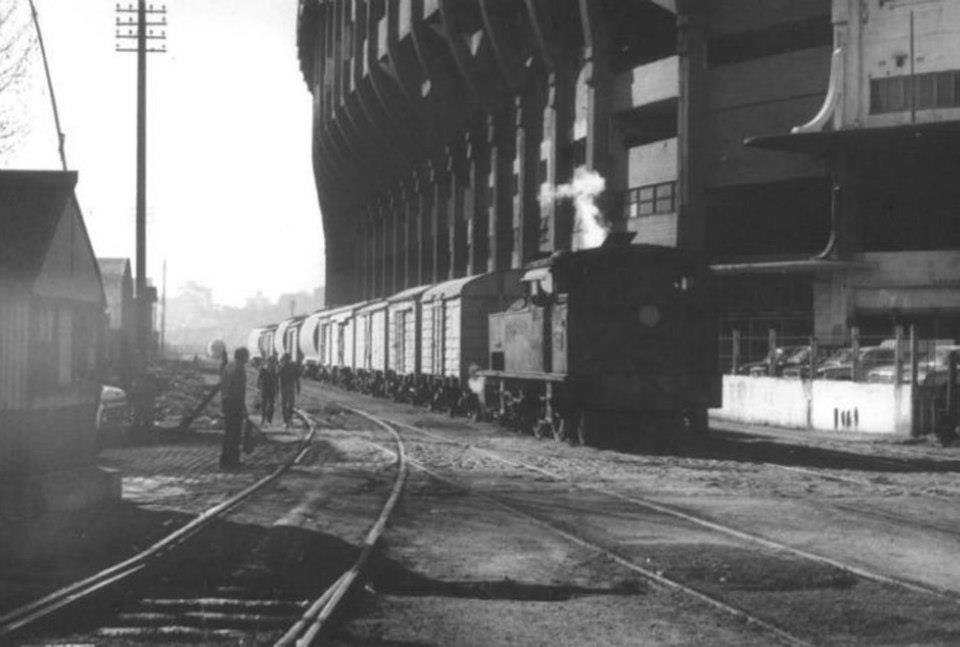
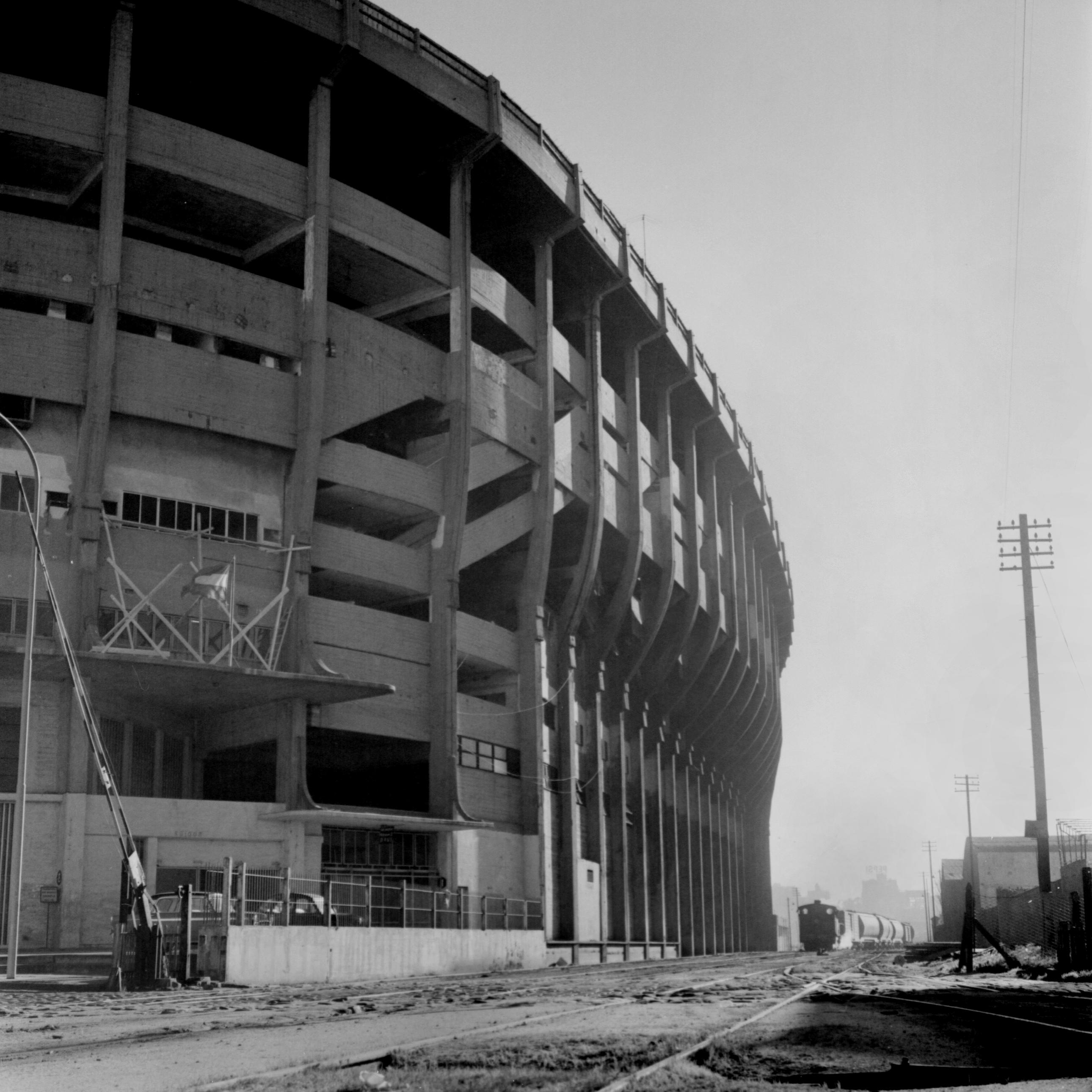
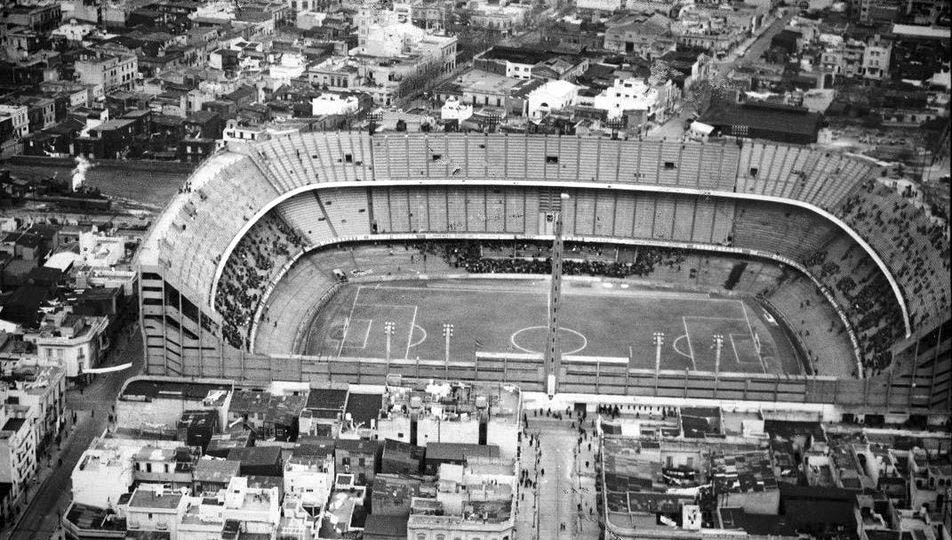
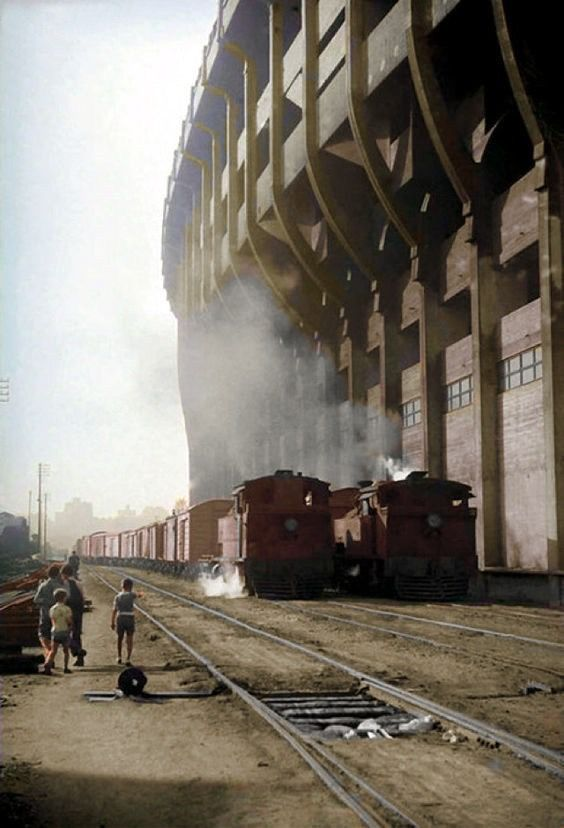
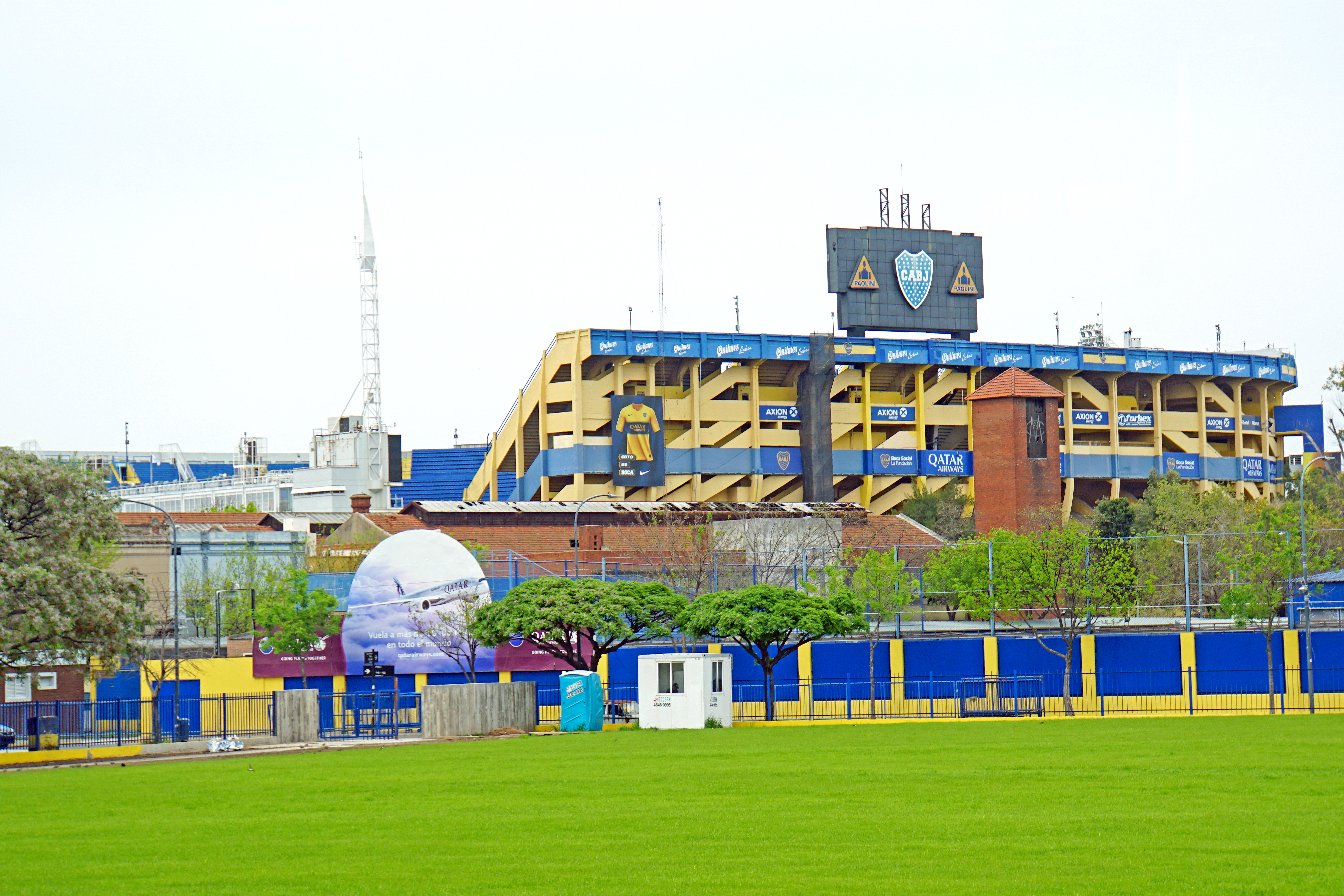
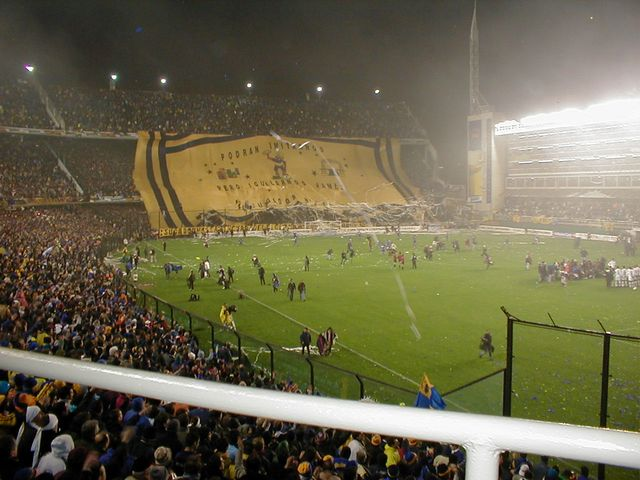
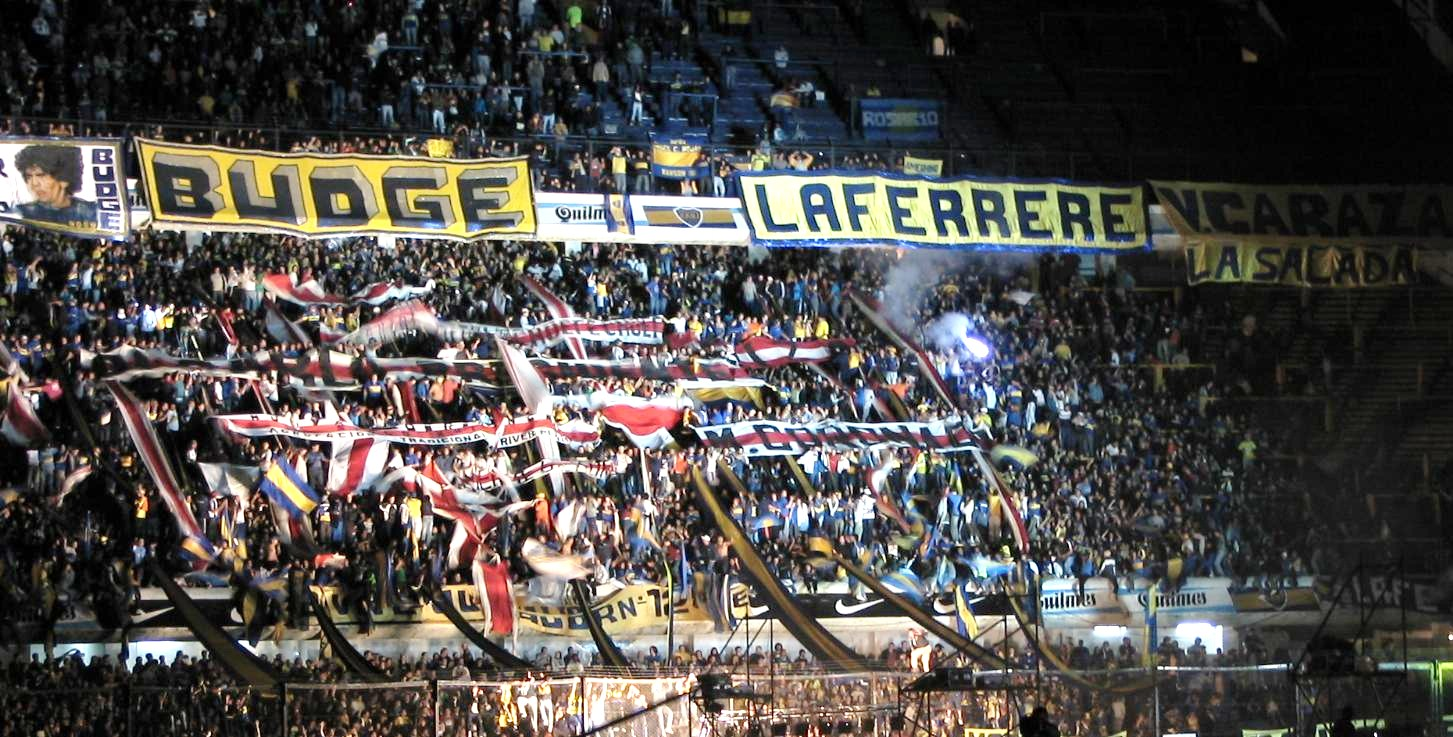
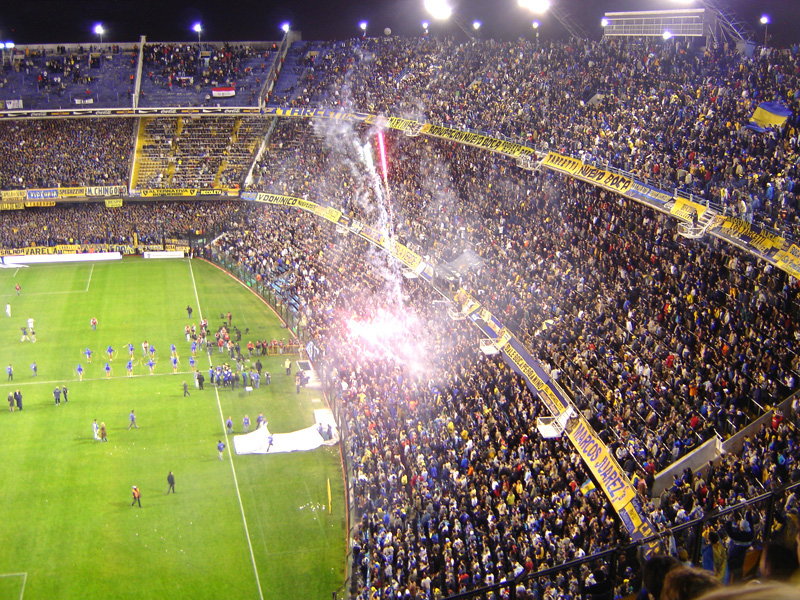
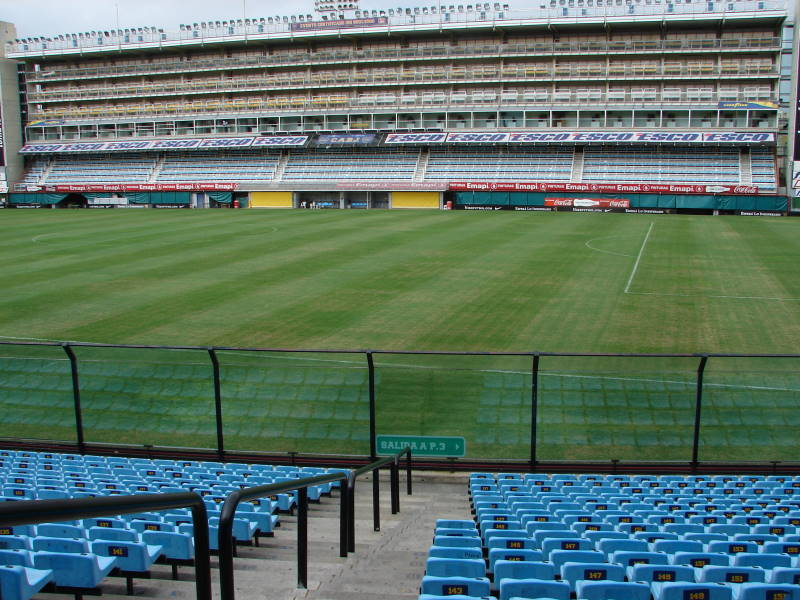
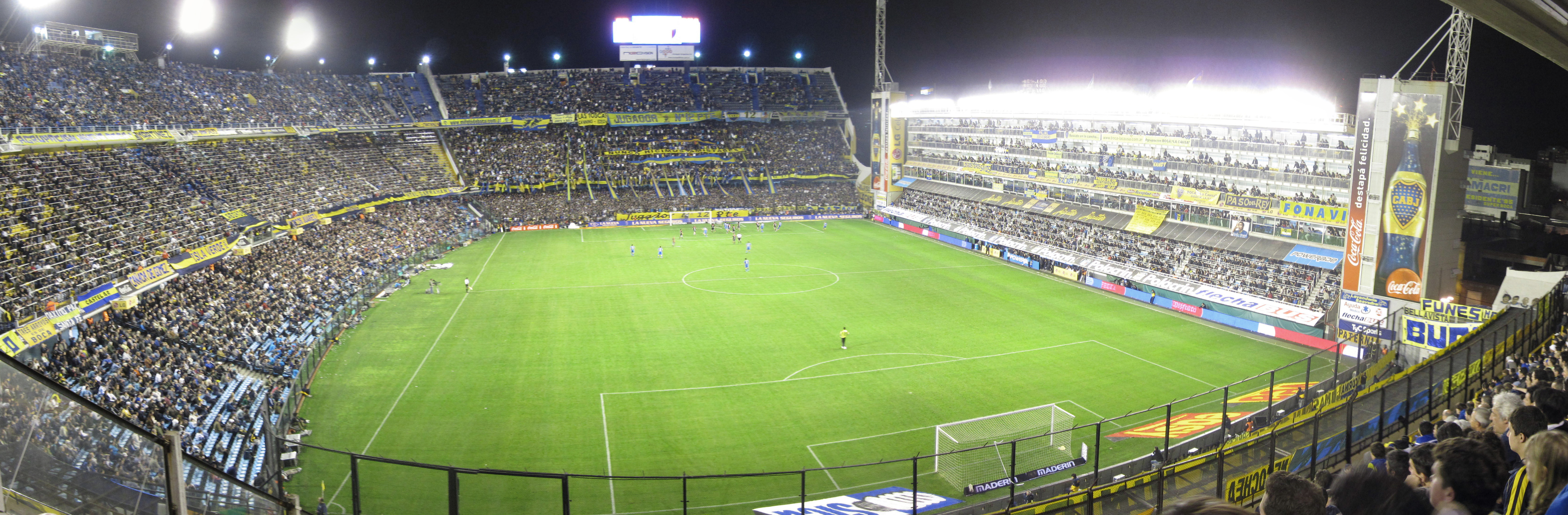
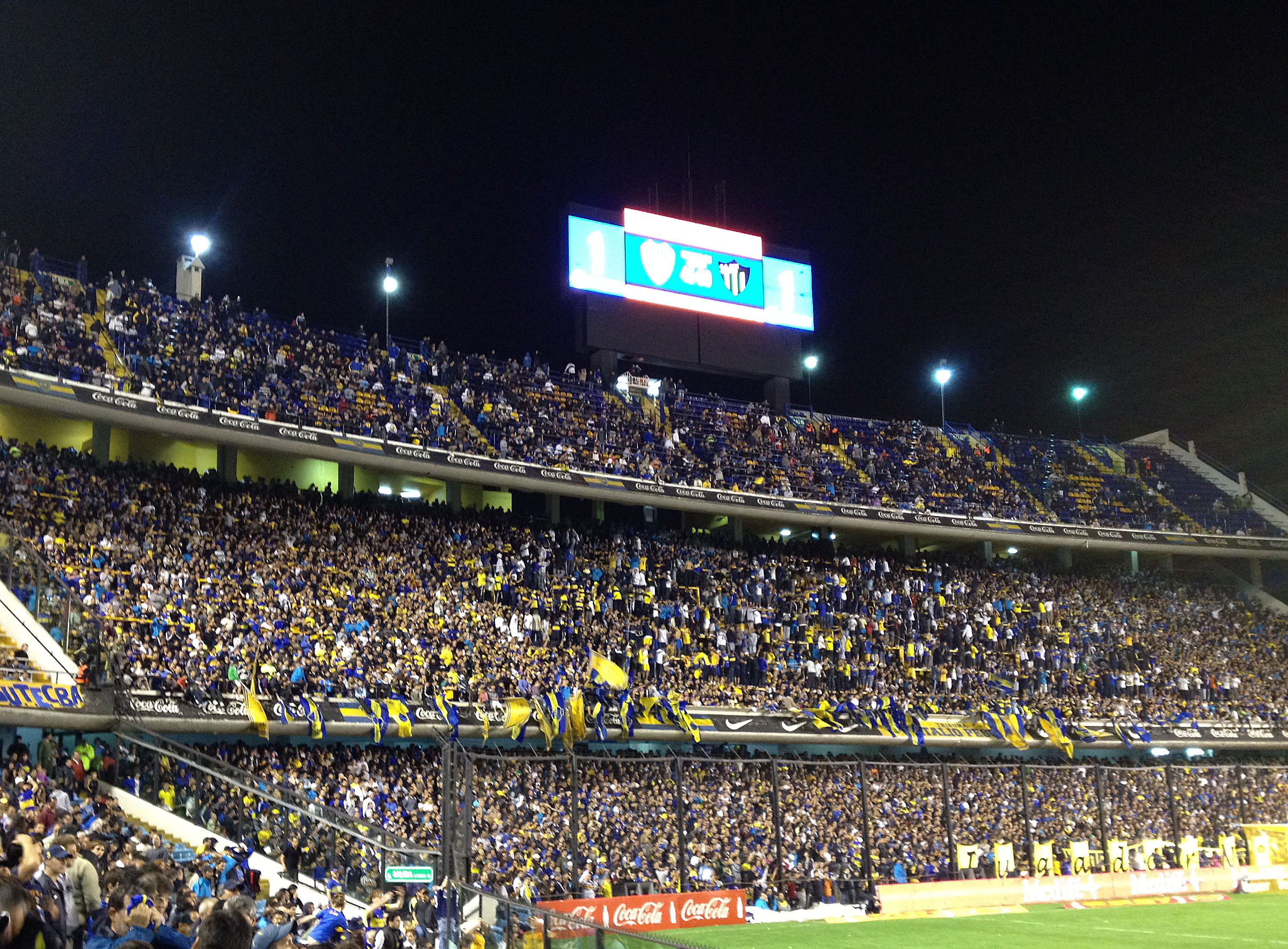
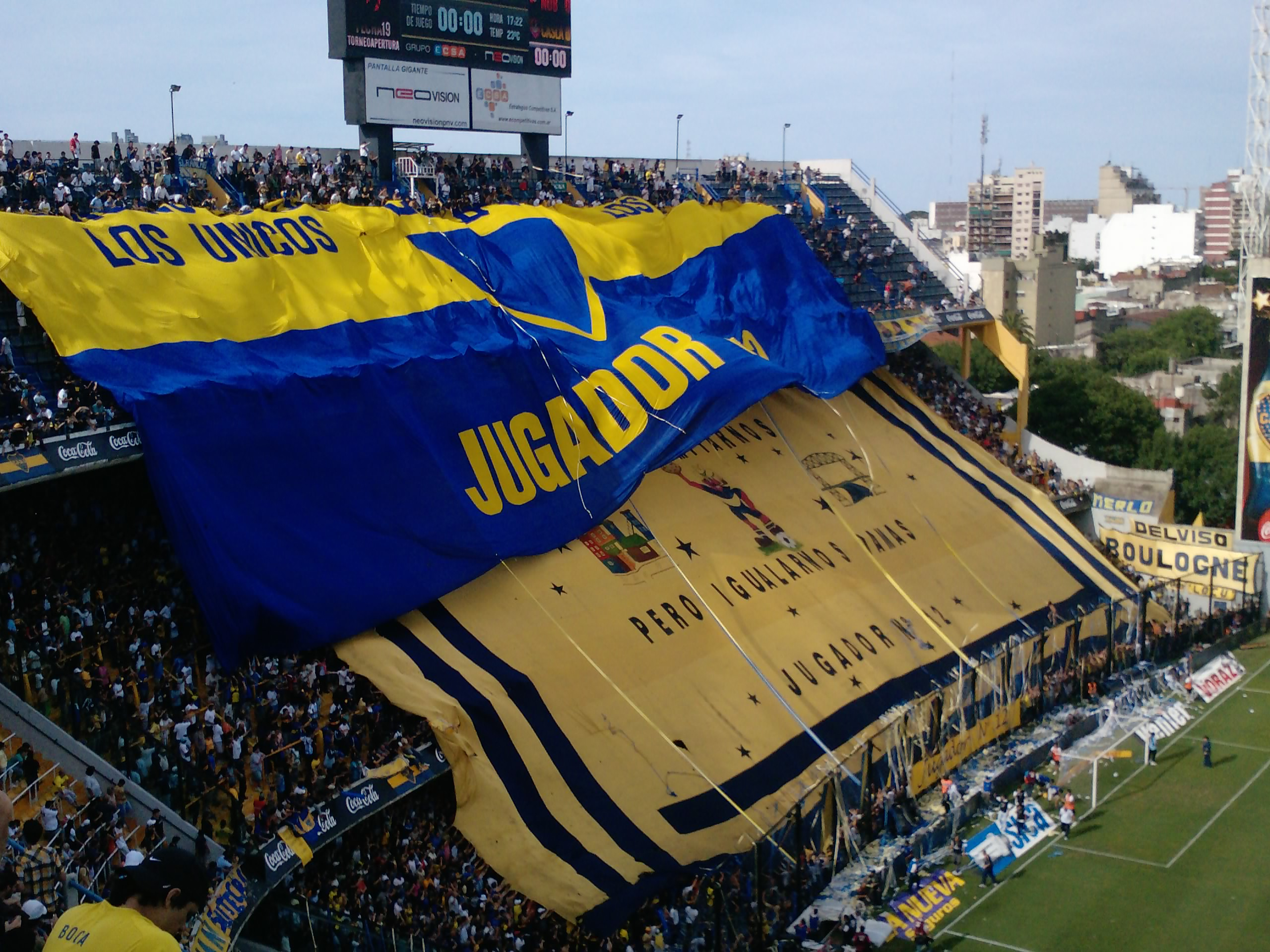
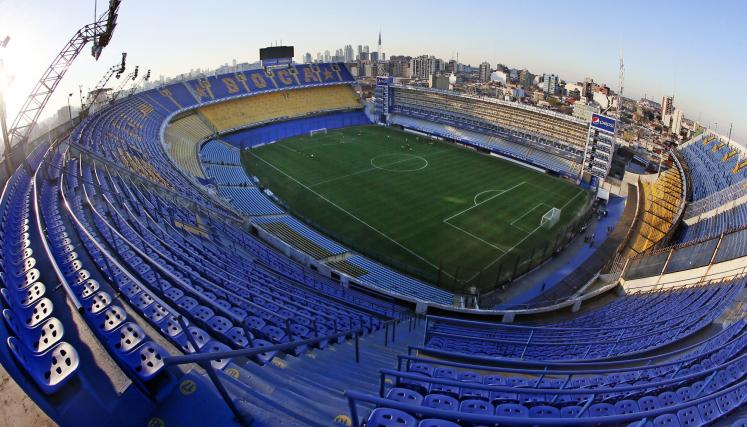
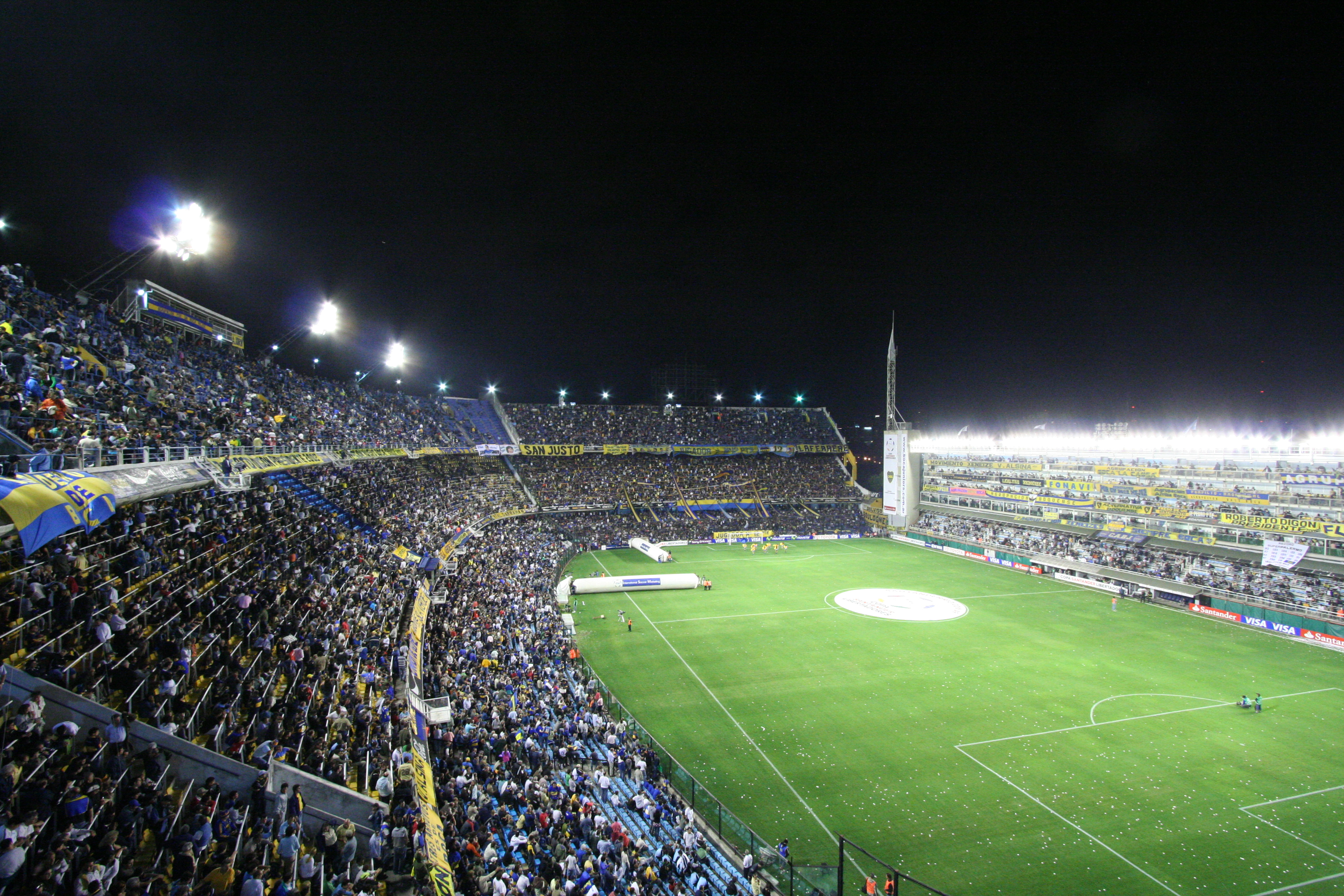
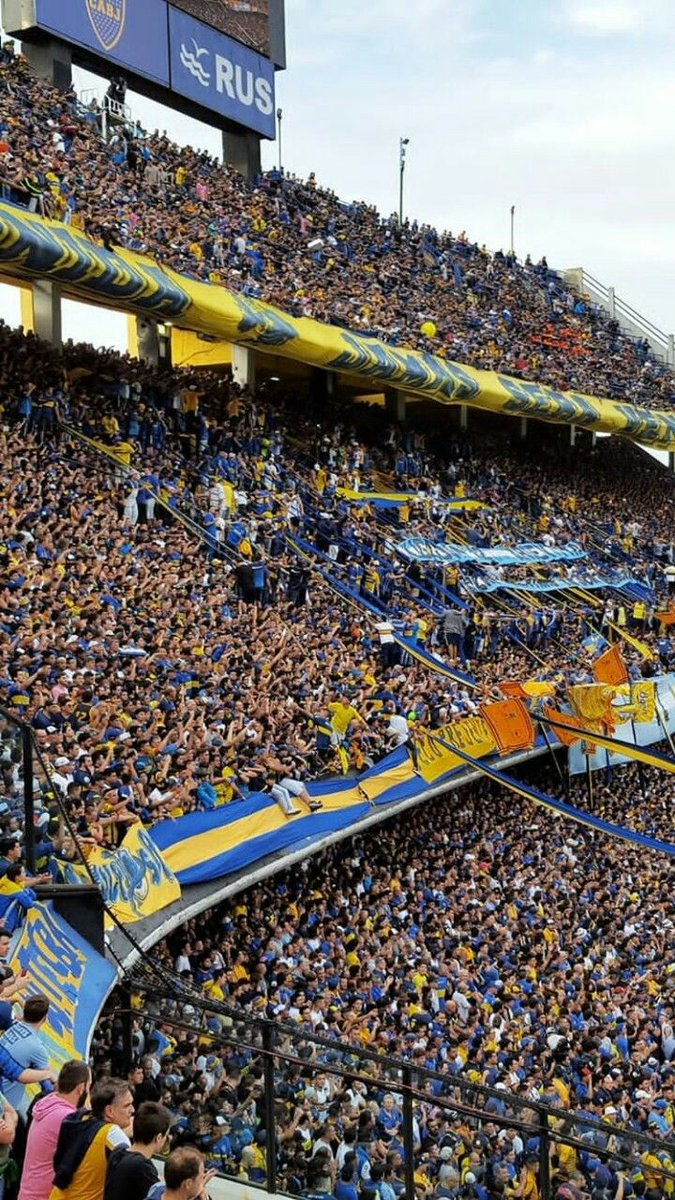
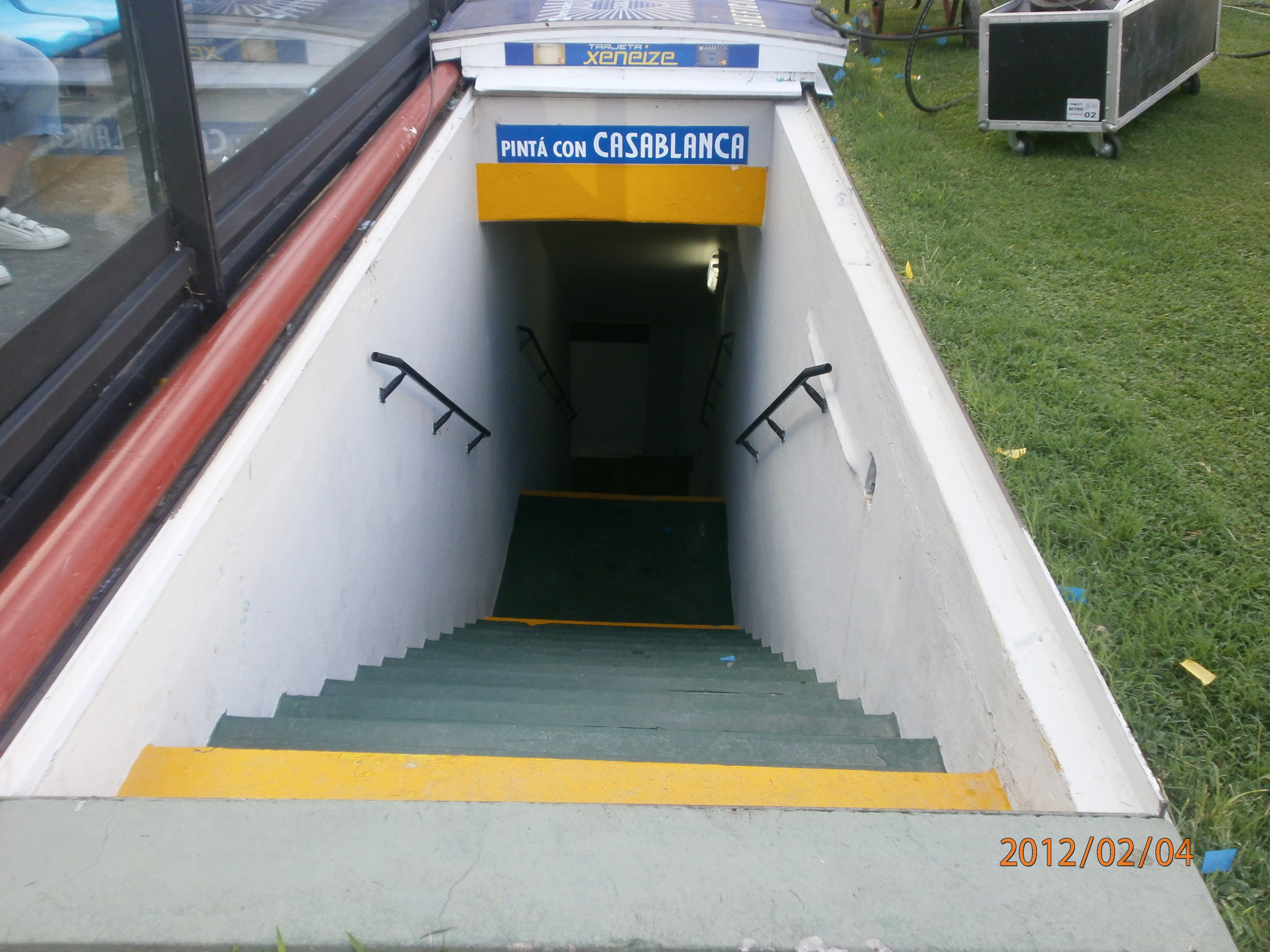
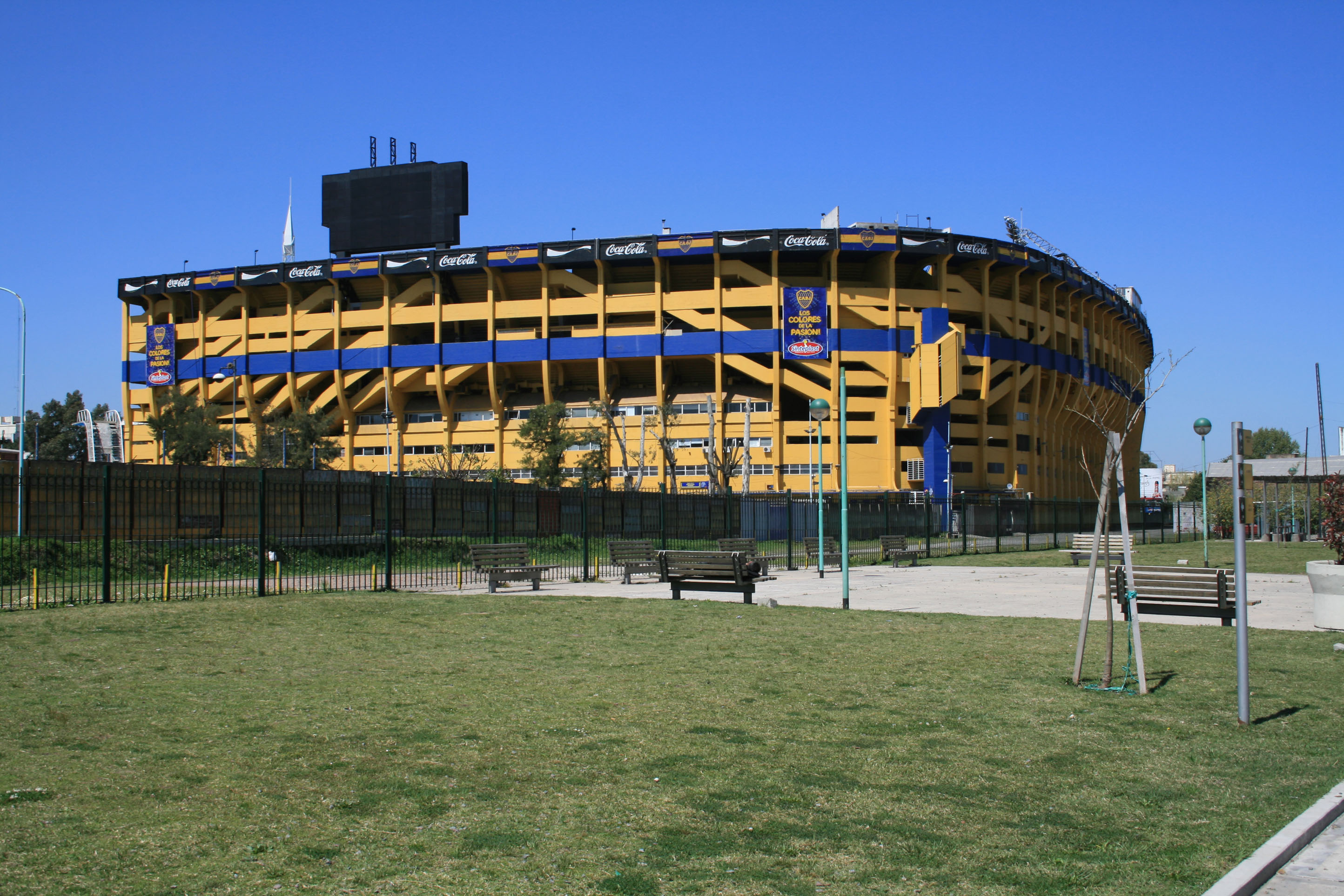
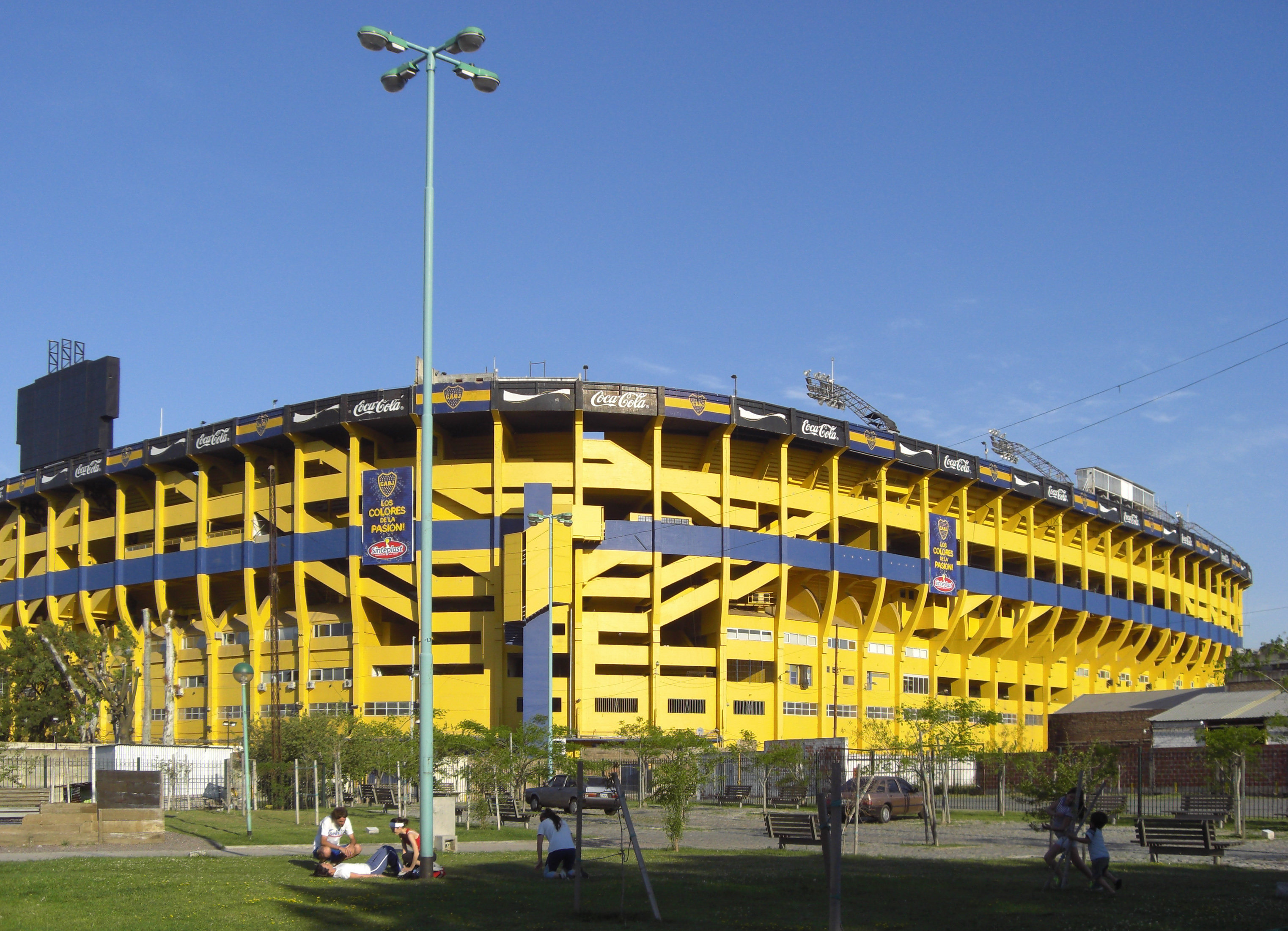
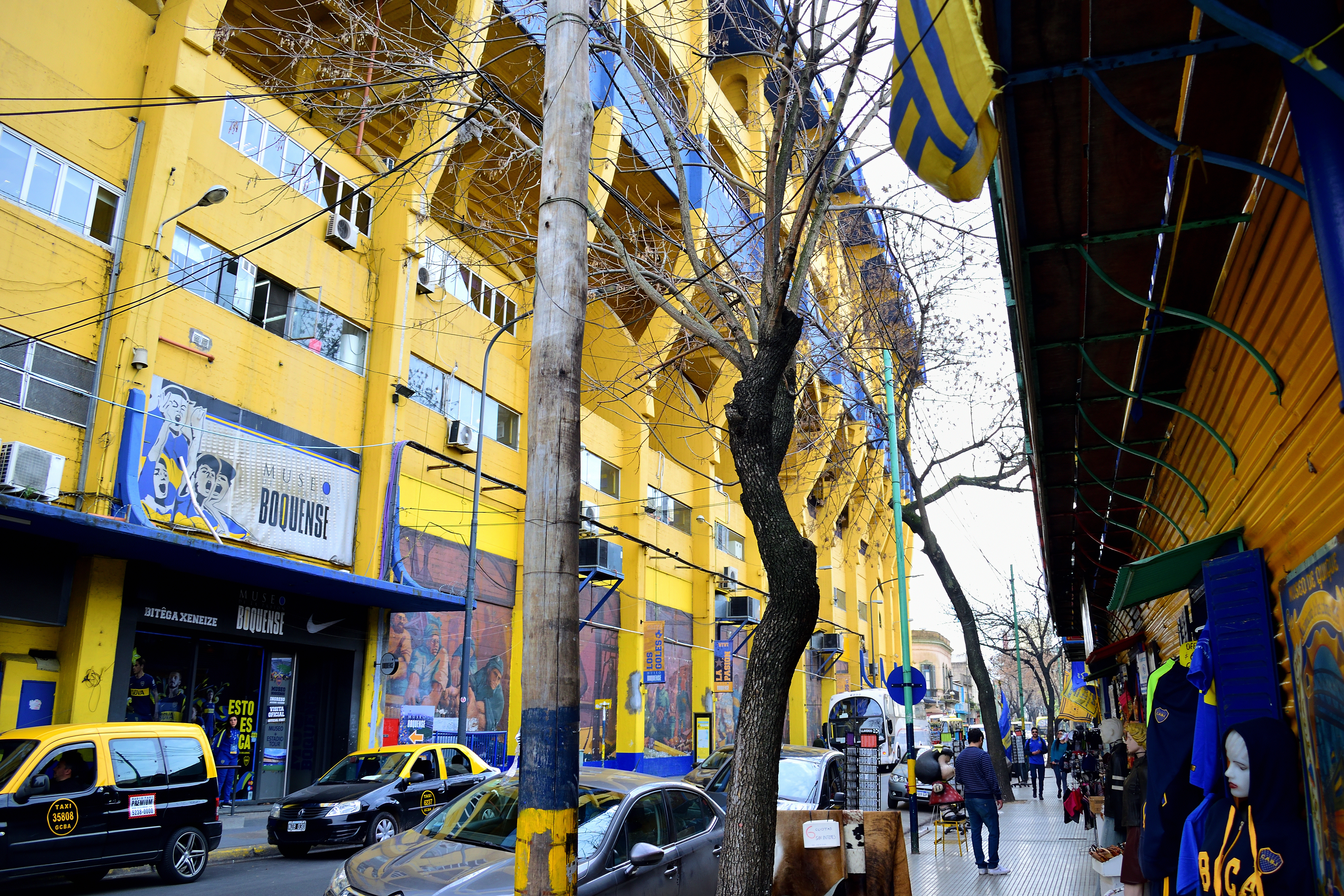
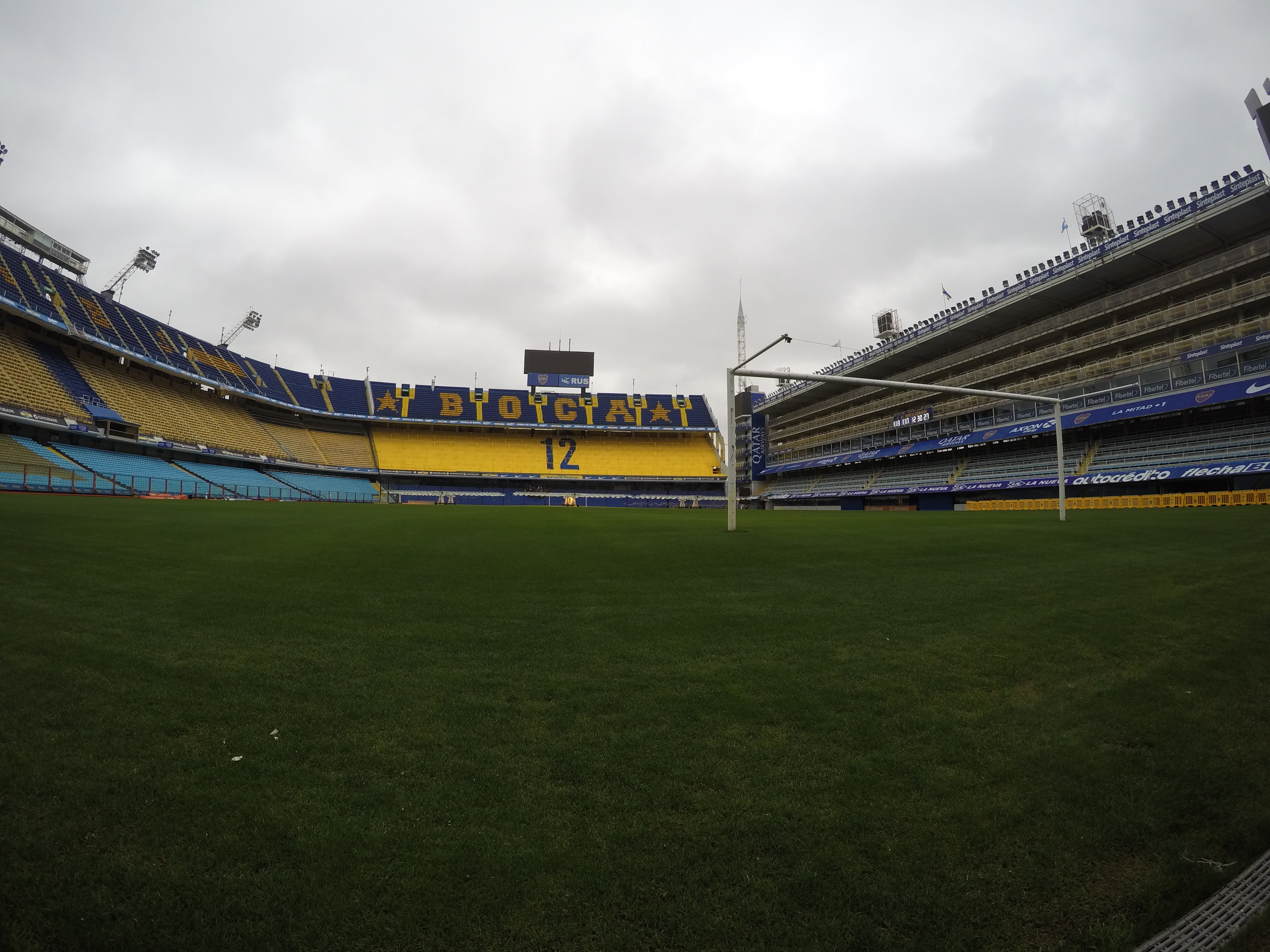
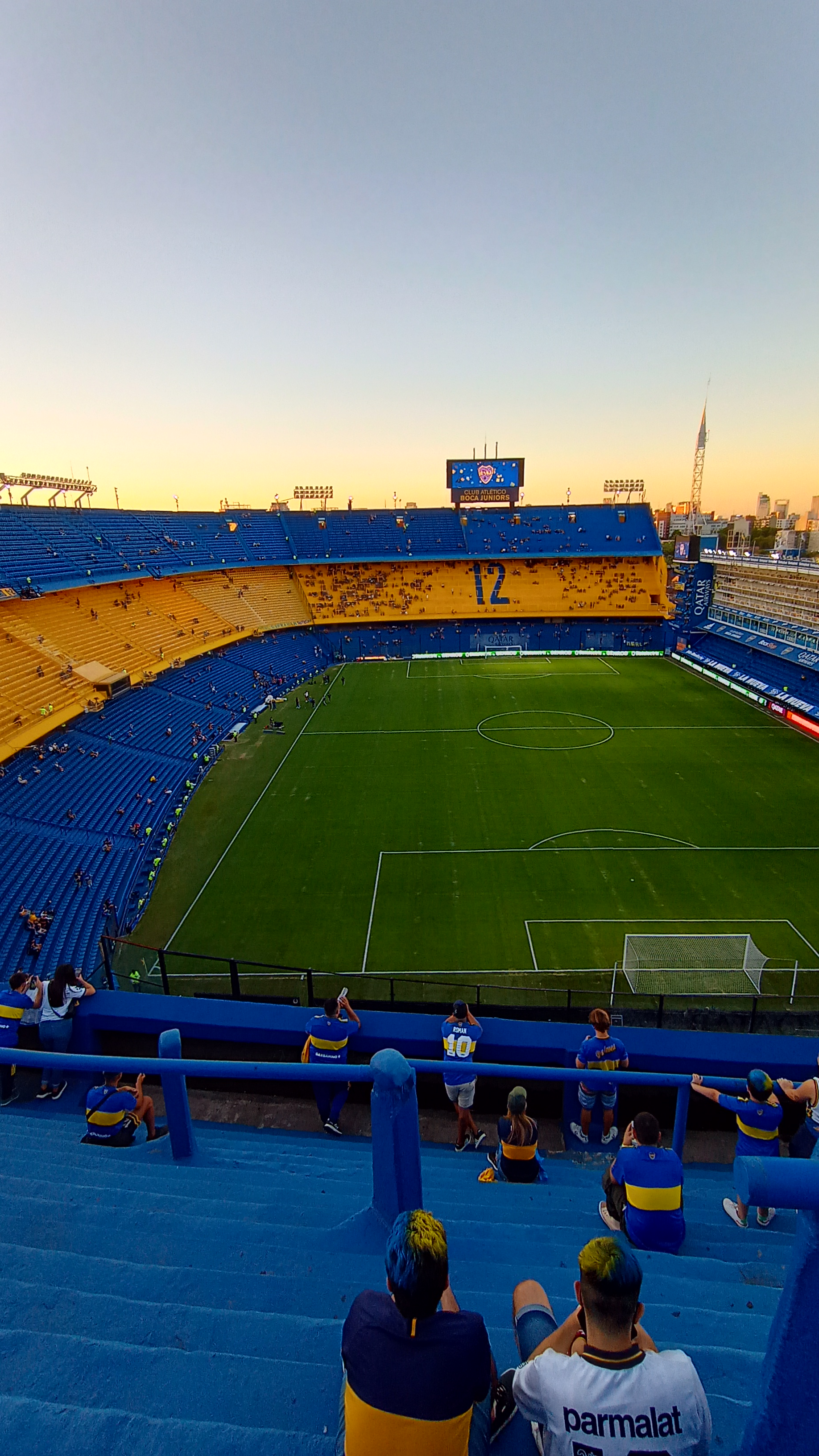
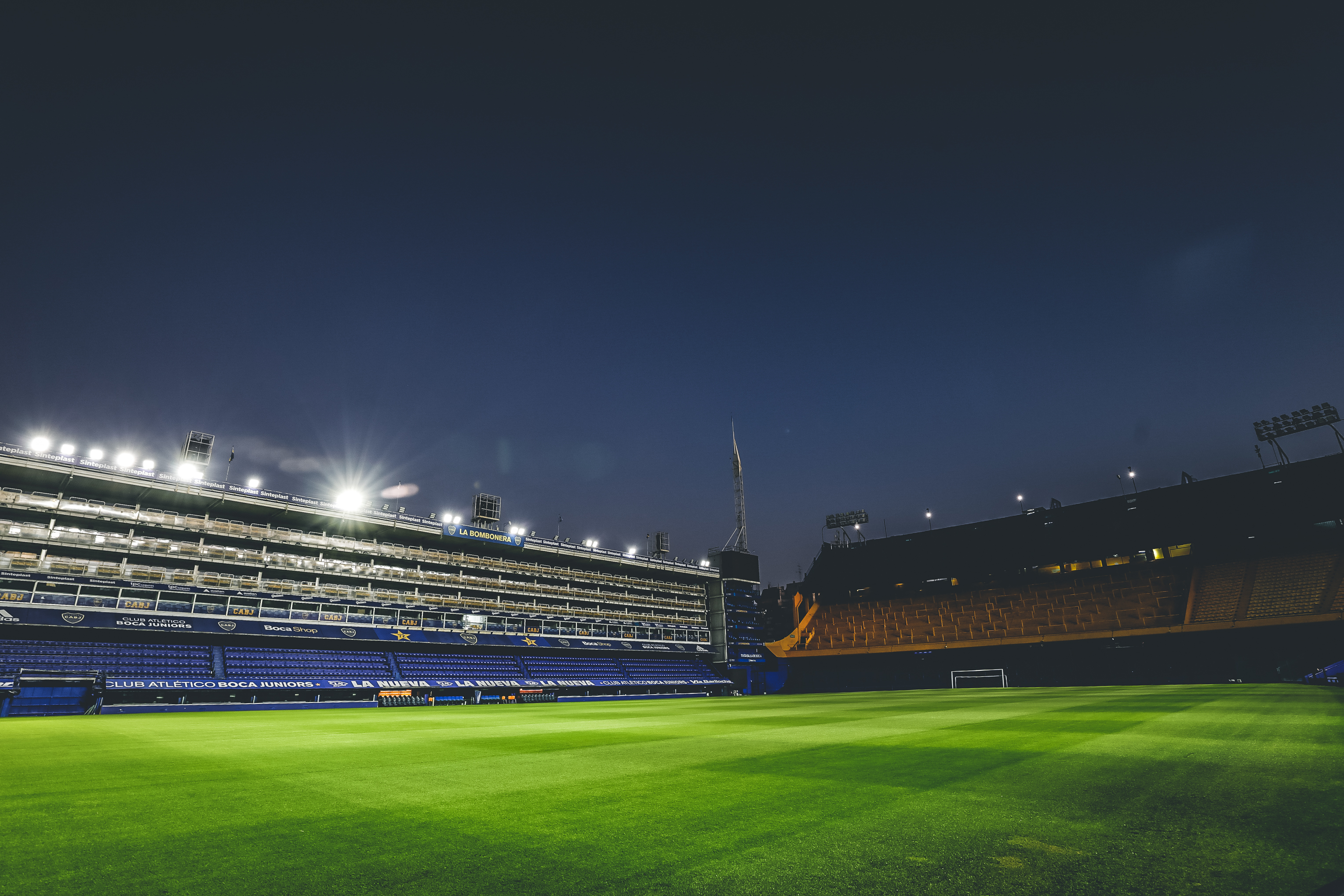
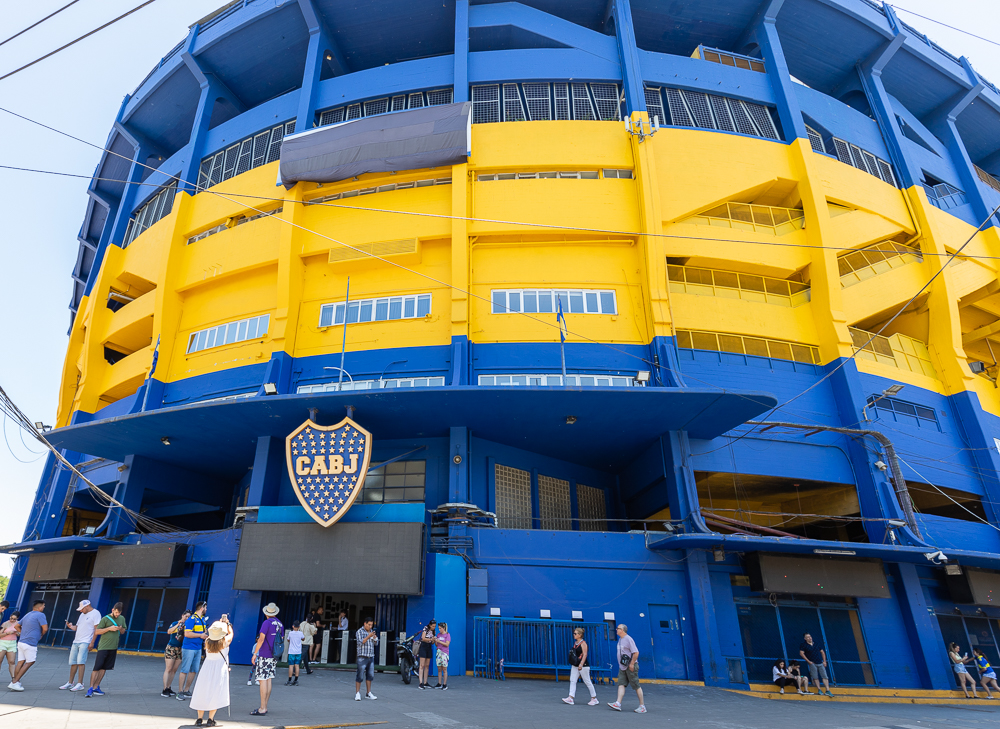
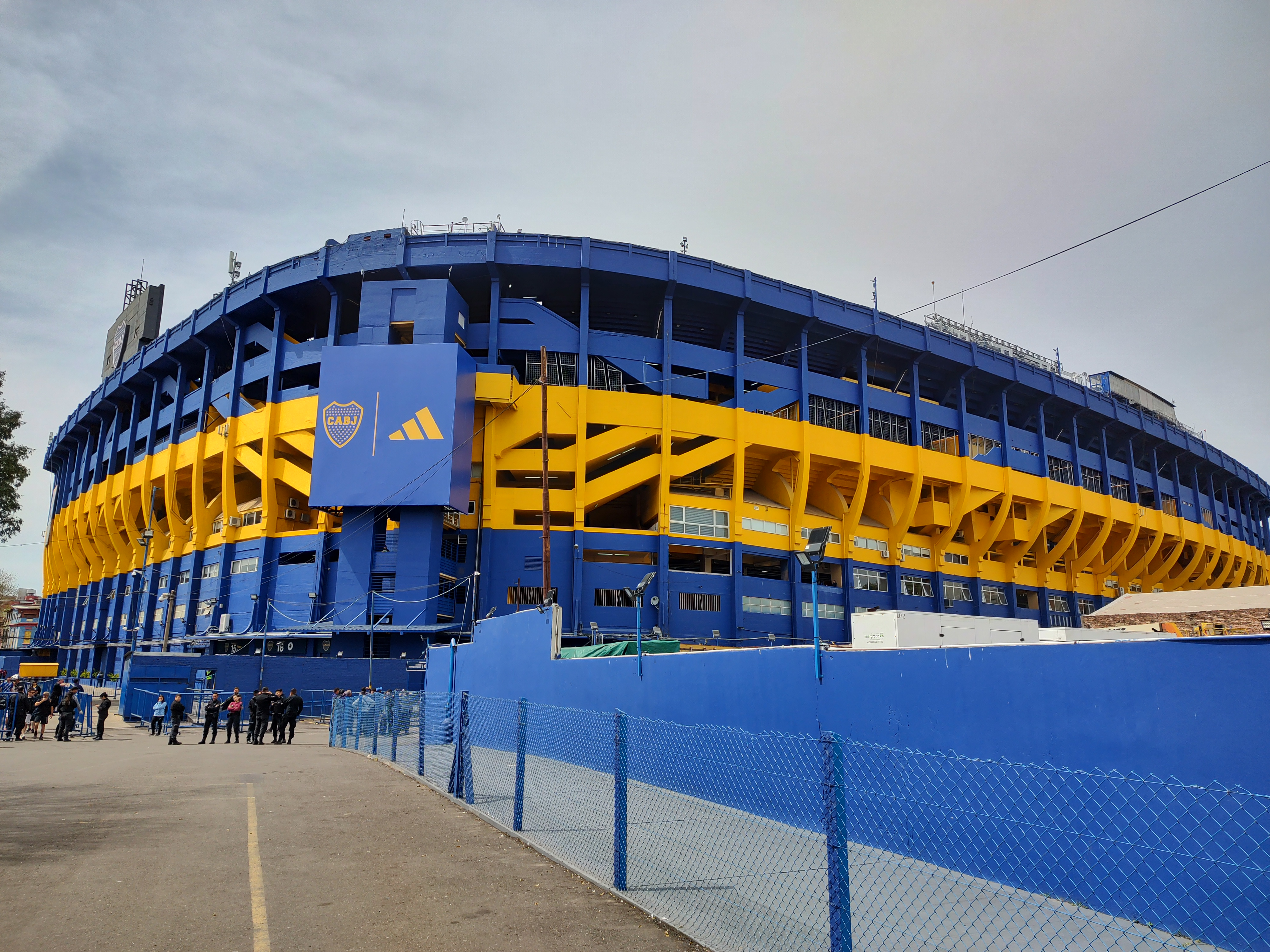